# Hirschacker und Dossenwald
Hirschacker und Dossenwald ist ein Naturschutzgebiet und ein ergänzendes Landschaftsschutzgebiet zwischen Mannheim und Schwetzingen im Rhein-Neckar-Kreis in Baden-Württemberg. Es gehört zum Naturraum Schwetzinger Sand und umfasst eines der bedeutendsten Flugsandgebiete in Baden-Württemberg. Der Dünenzug besitzt bis zu 13 Meter hohe, nach Osten steil abfallende, kalkhaltige Dünen. Im Westen befindet sich das Flugsandfeld und im Osten der Neckarschwemmfächer.
Der Name „Dossenwald“ ist von „Dosse“, dem altdeutschen Wort für die Kiefer abgeleitet.

## Steckbrief
Das Gebiet wurde per Verordnung am 16. Dezember 1993 als Naturschutzgebiet ausgewiesen und wird unter der Schutzgebietsnummer 2.171 beim Regierungspräsidium Karlsruhe geführt. Es hat eine Fläche von 128,9 Hektar, davon gehören 67,5 ha zur Gemarkung von Mannheim und 61,4 ha zum Rhein-Neckar-Kreis. Die Flächen im südlichen Teil befinden sich seit 2016 im Besitz der NABU-Stiftung Nationales Naturerbe. Das Naturschutzgebiet ist in die IUCN-Kategorie IV, ein Biotop- und Artenschutzgebiet, eingeordnet. Die WDPA-ID lautet 163696 und entspricht dem europäischen CDDA-Code.

### Gebietsfotos

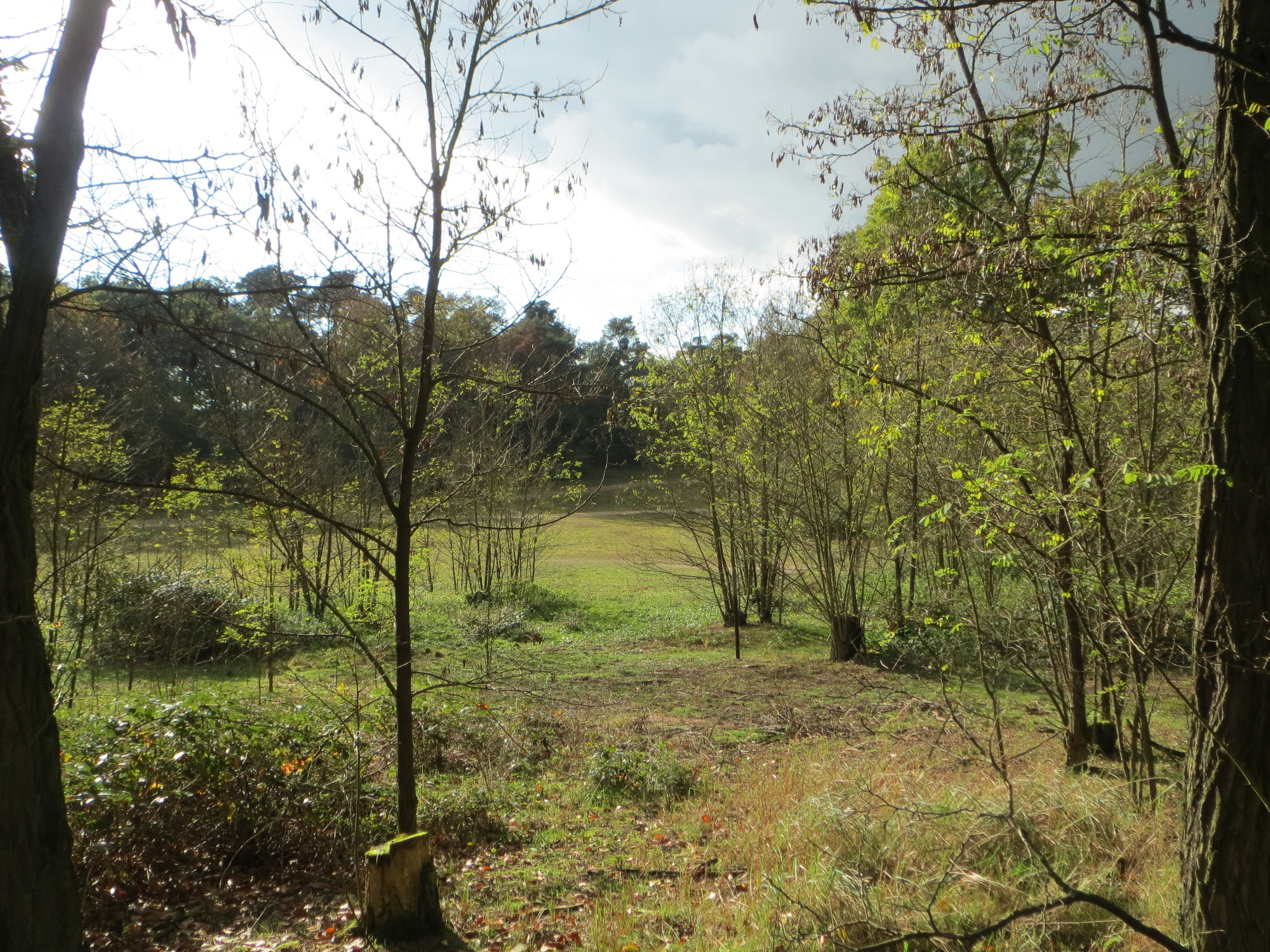
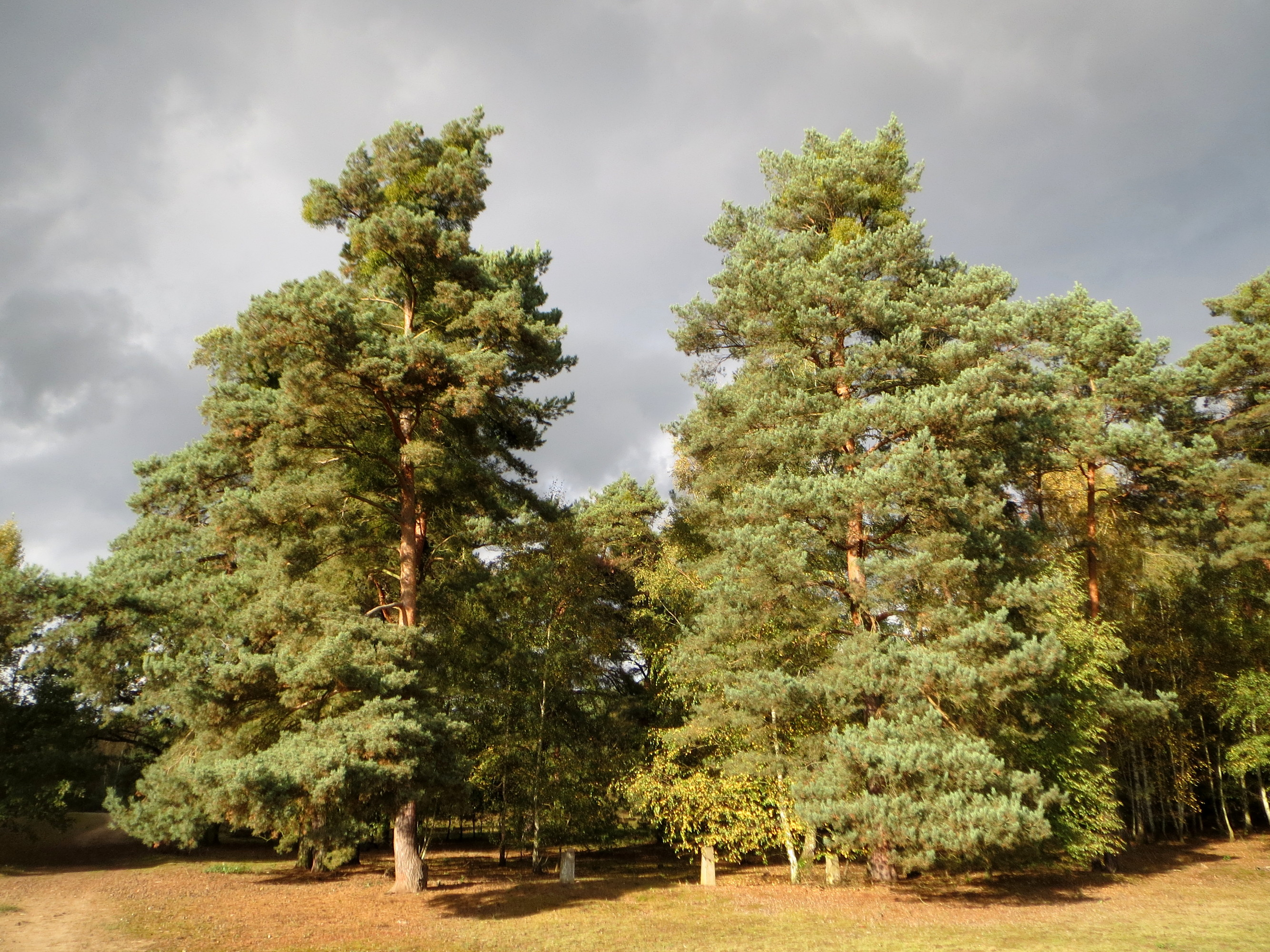
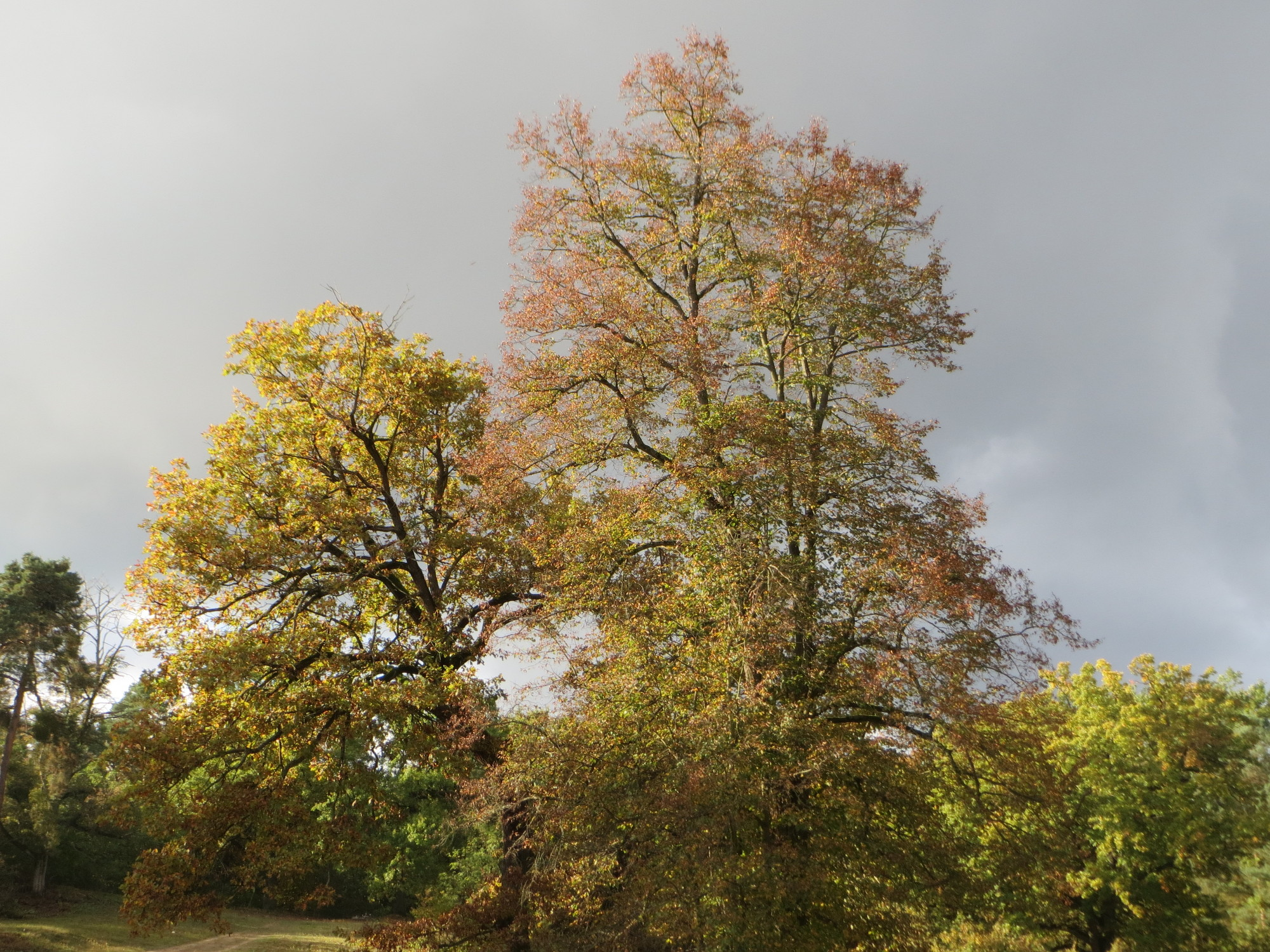
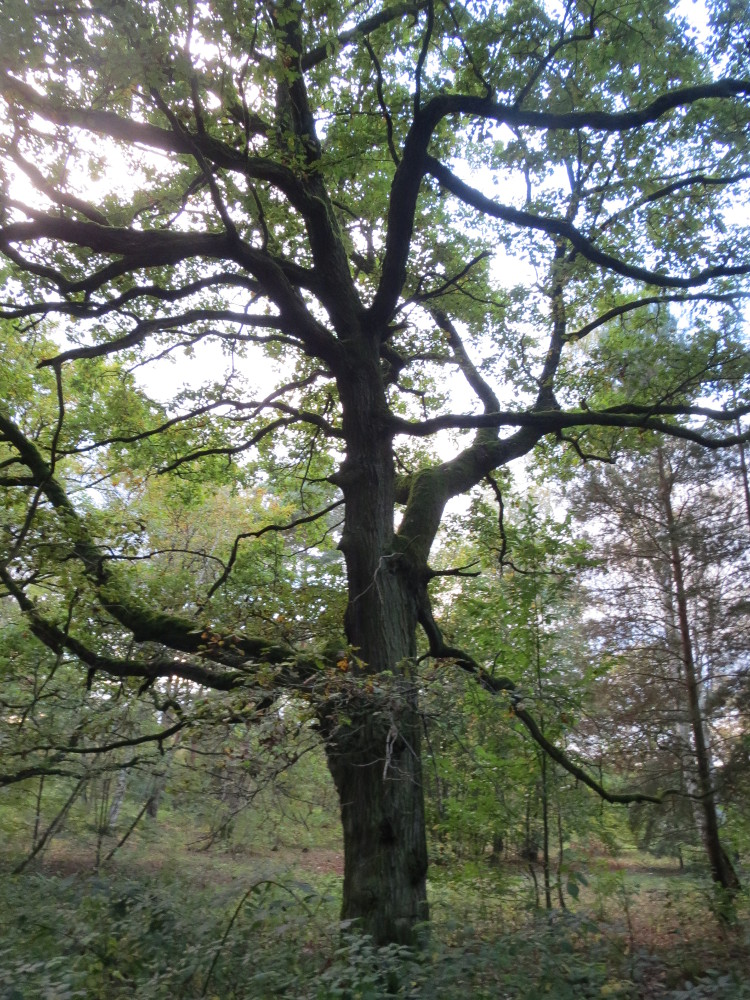

## Schutzzweck
Der Schutzzweck „ist die Erhaltung und Förderung:
- eines ausgeprägten Binnendünenzuges mit den angrenzenden Flugsandfeldern und Waldstreifen des Neckarschwemmfächers;
- der offenen Sandflächen mit ihrer spezifischen Sandrasenflora und -fauna sowie einem einzigartigen Flechtenvorkommen;
- der lückigen Kiefernwälder sowie der geophytenreichen Eichen-Hainbuchen-Wälder auf den schweren Böden des Neckarschwemmfächers;
- der an diese schutzwürdigen Biotoptypen angepaßten Pflanzen- und Tierarten.“

## Flora und Fauna

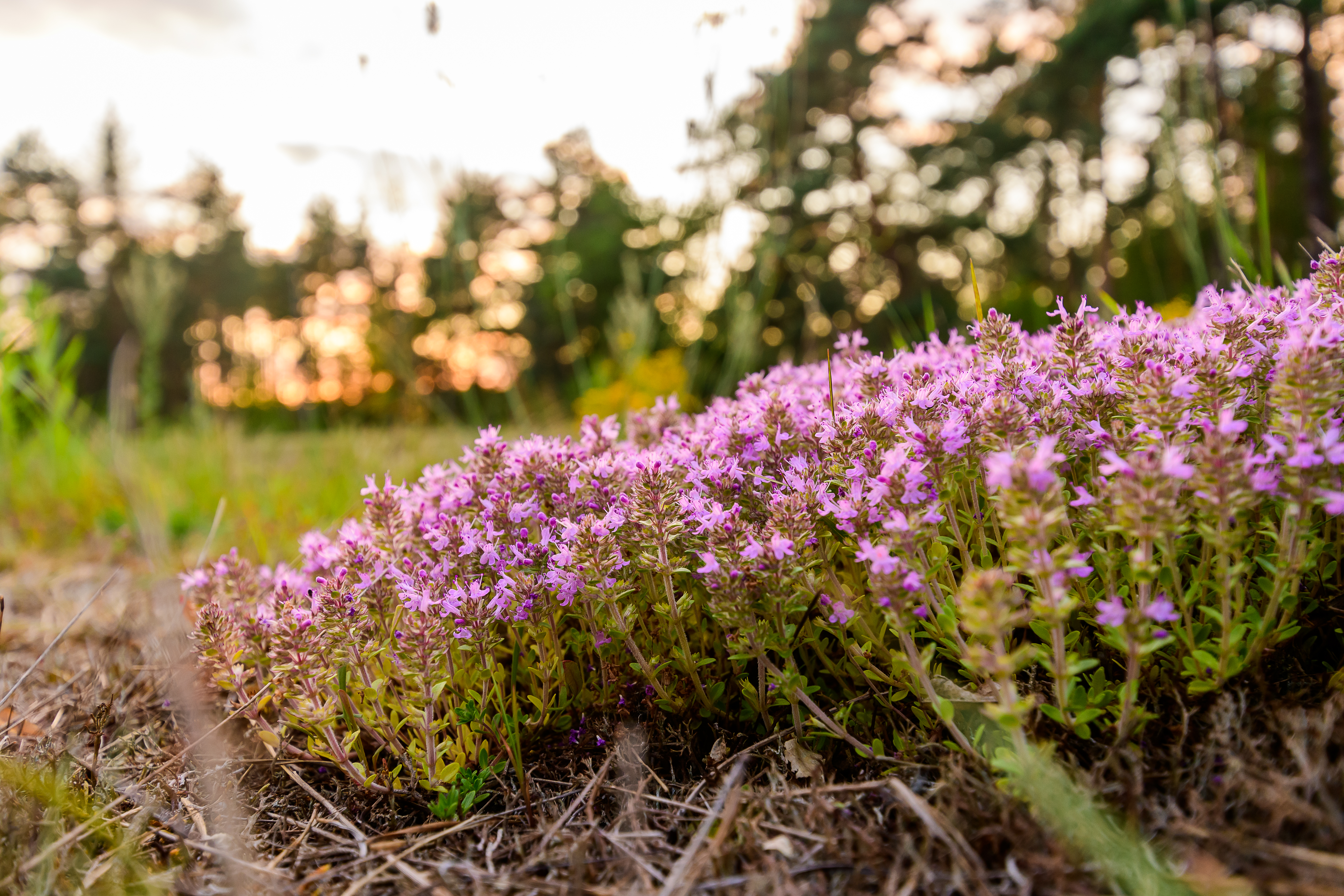
Sand-Thymian (Thymus serpyllum) im Naturschutzgebiet.

Das Gebiet ist fast komplett bewaldet, vorwiegend mit Kiefern aber auch mit Robinien- und Laubmischwäldern. Gehölzfrei sind Hochspannungstrassen und große Lichtungen im südlichen Hirschacker, wegen der früheren militärischen Nutzung. Hier wachsen Kreuz-Enzian, Sandrasen mit Silbergras und Sand-Strohblume und Zwergstrauchheide mit Heidekraut. Typische Sandbewohner sind Blauflügelige Ödlandschrecke, Ameisenlöwe, Dünen-Sandlaufkäfer und Kreiselwespe. Auf dem Neckarschwemmfächer mit seinen lehmigen Böden wächst ein Eichen-Hainbuchen-Wald.

### Vegetation auf den Hirschacker Dünen

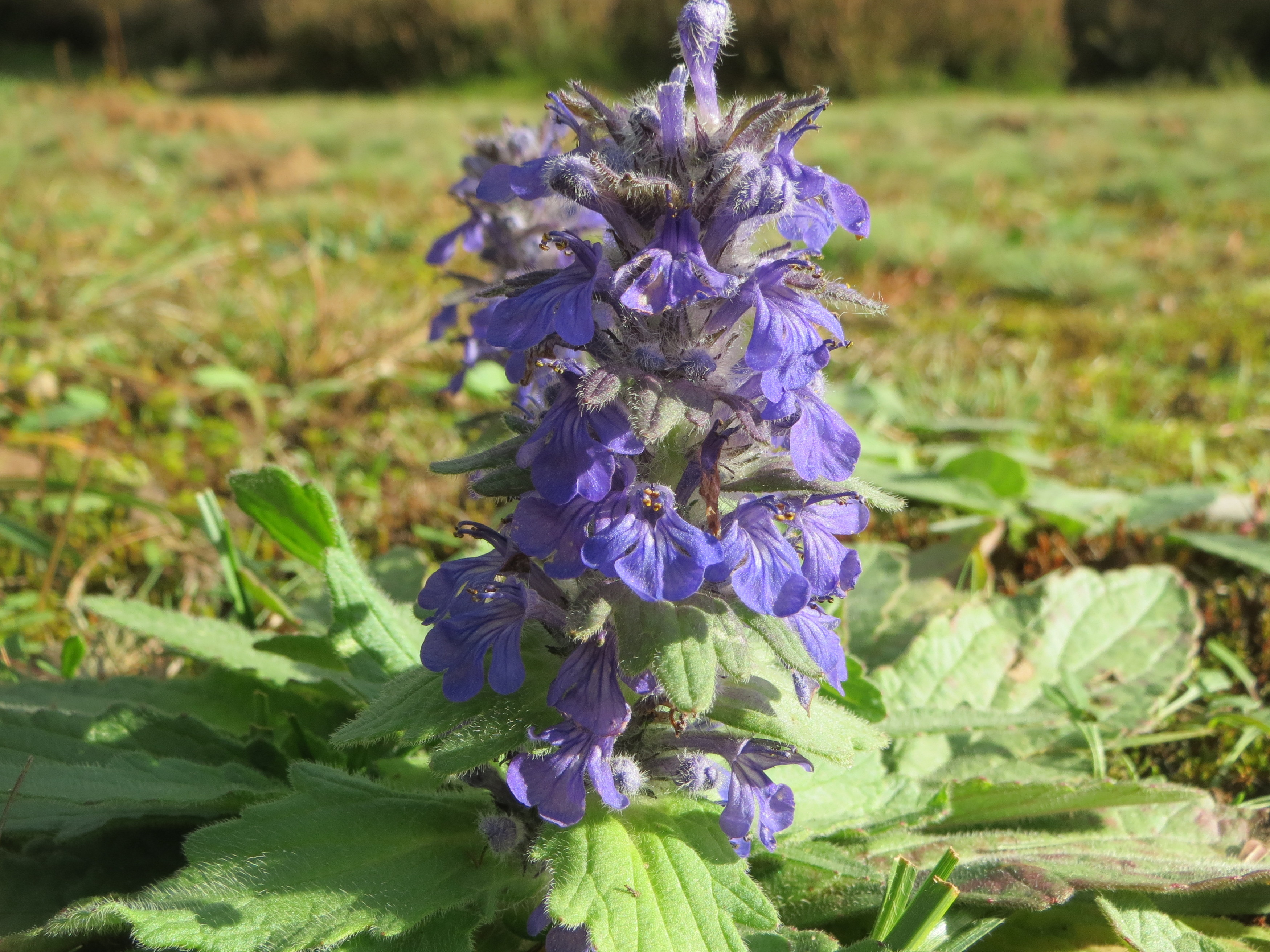
Genfer Günsel Ajuga genevensis
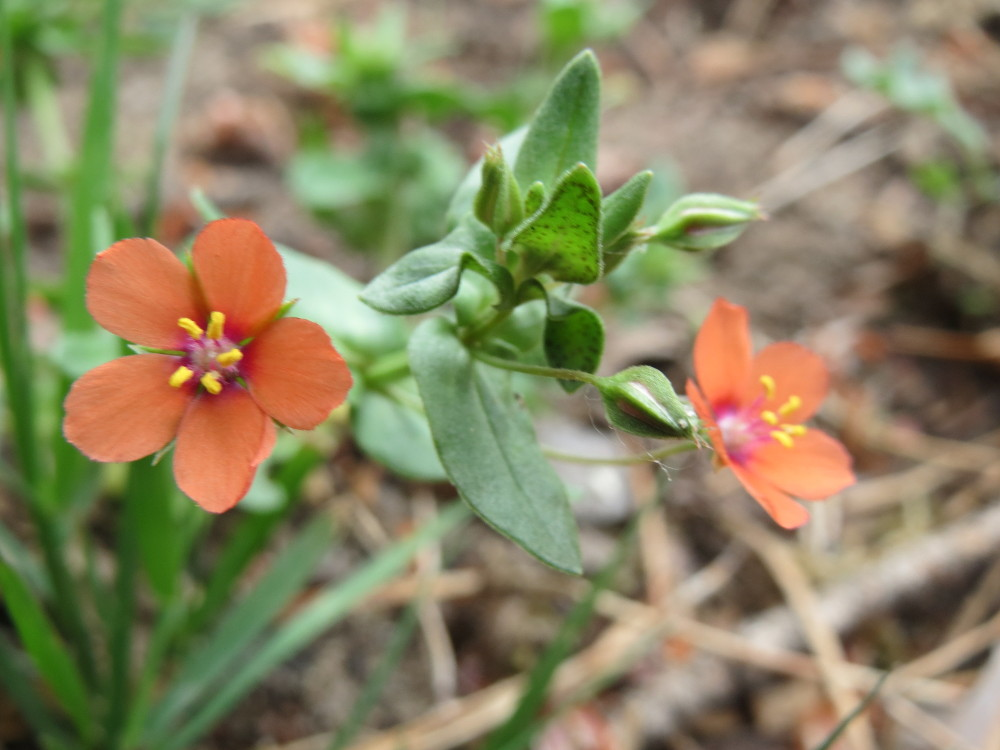
Acker-Gauchheil Anagallis arvensis
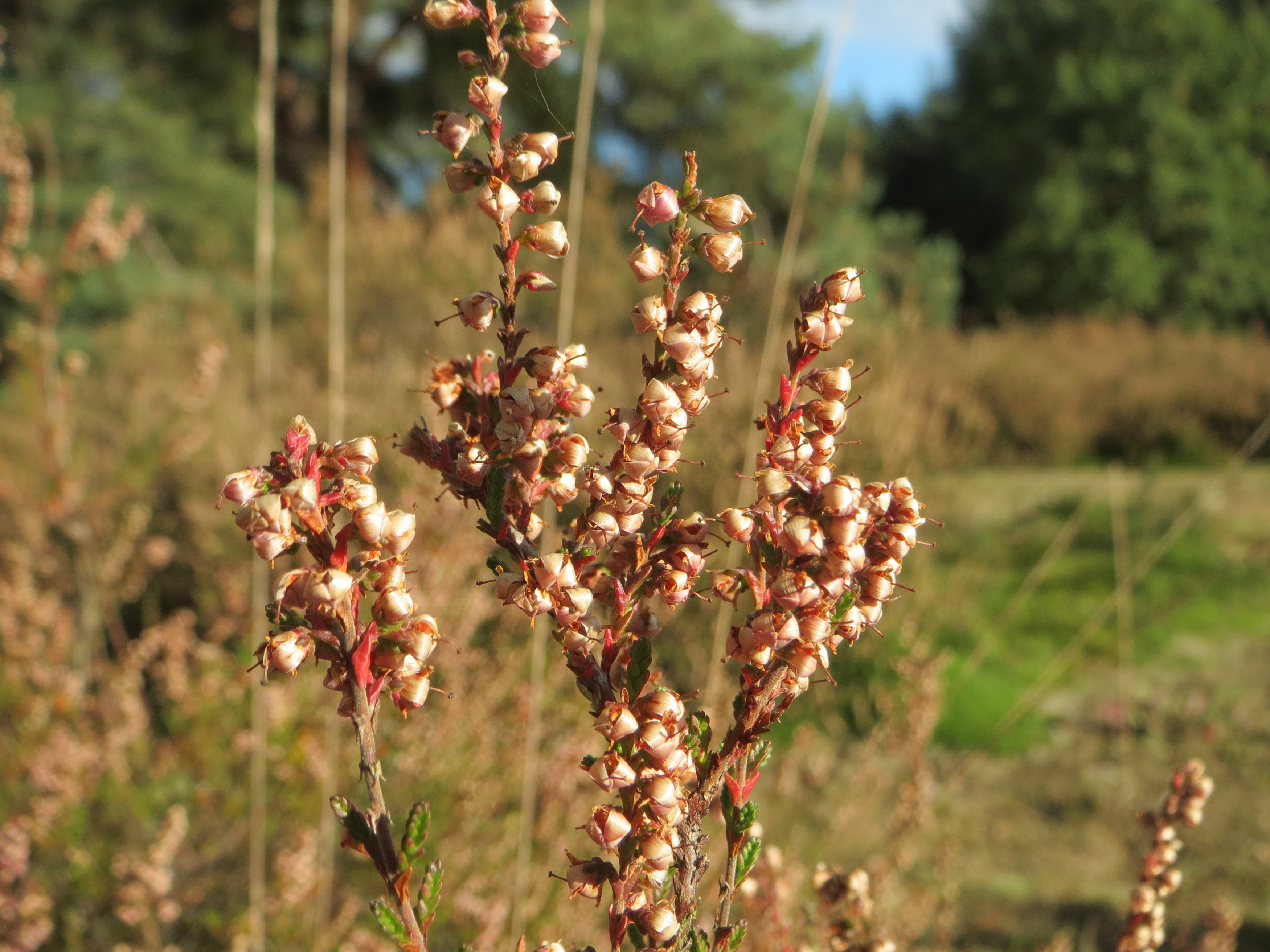
Besenheide Calluna vulgaris
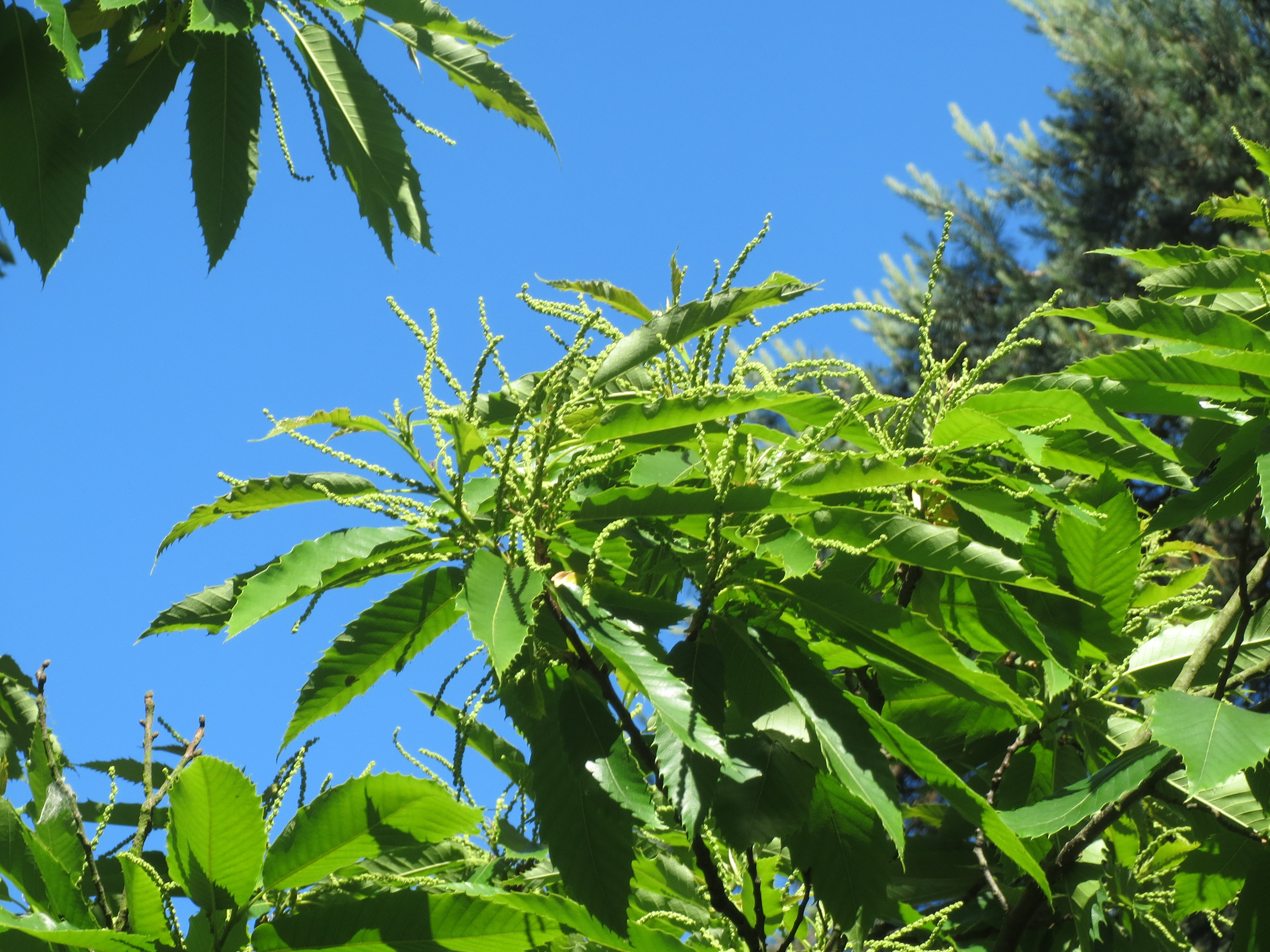
Edelkastanie Castanea sativa
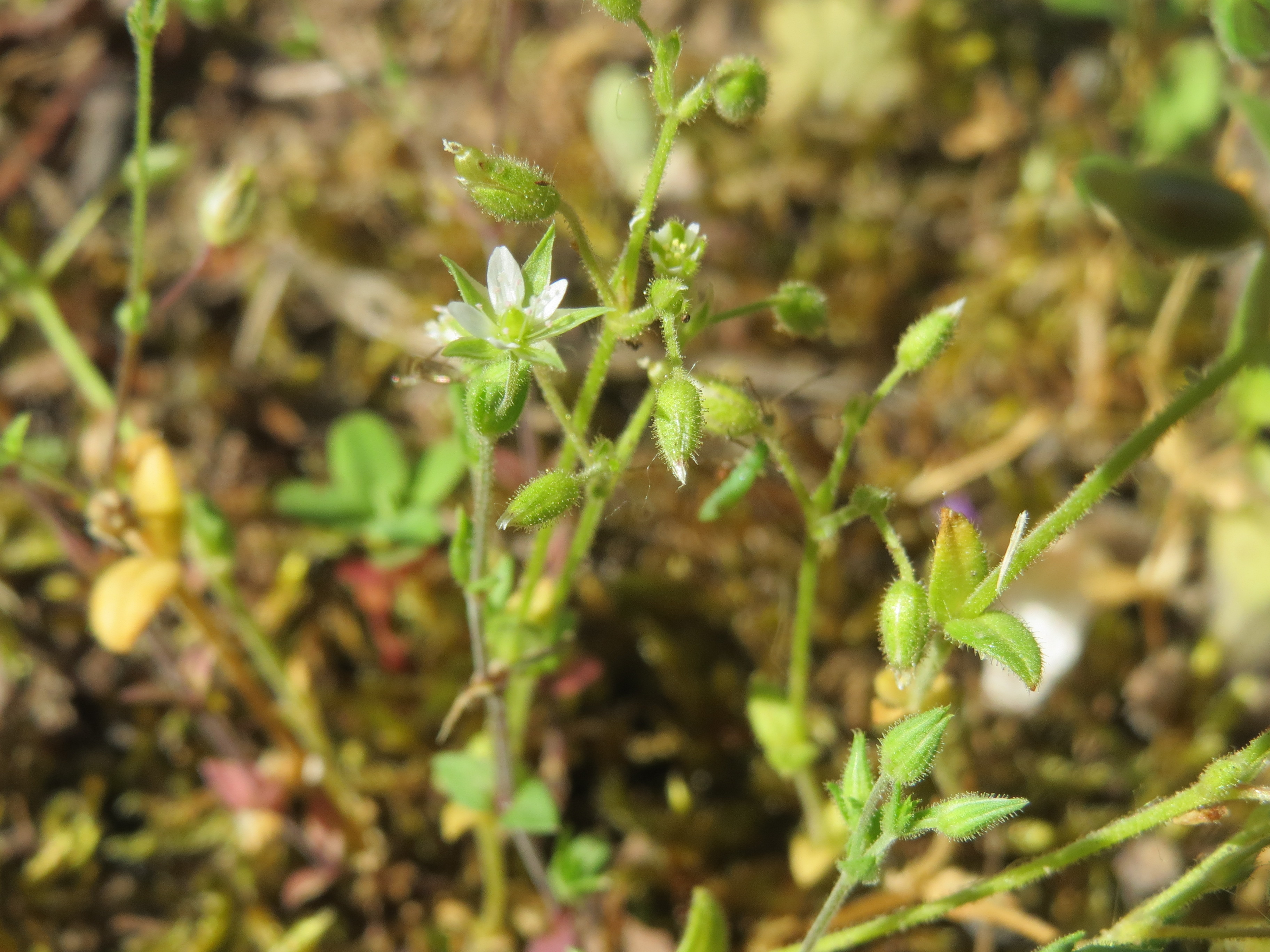
Sand-Hornkraut Cerastium semidecandrum
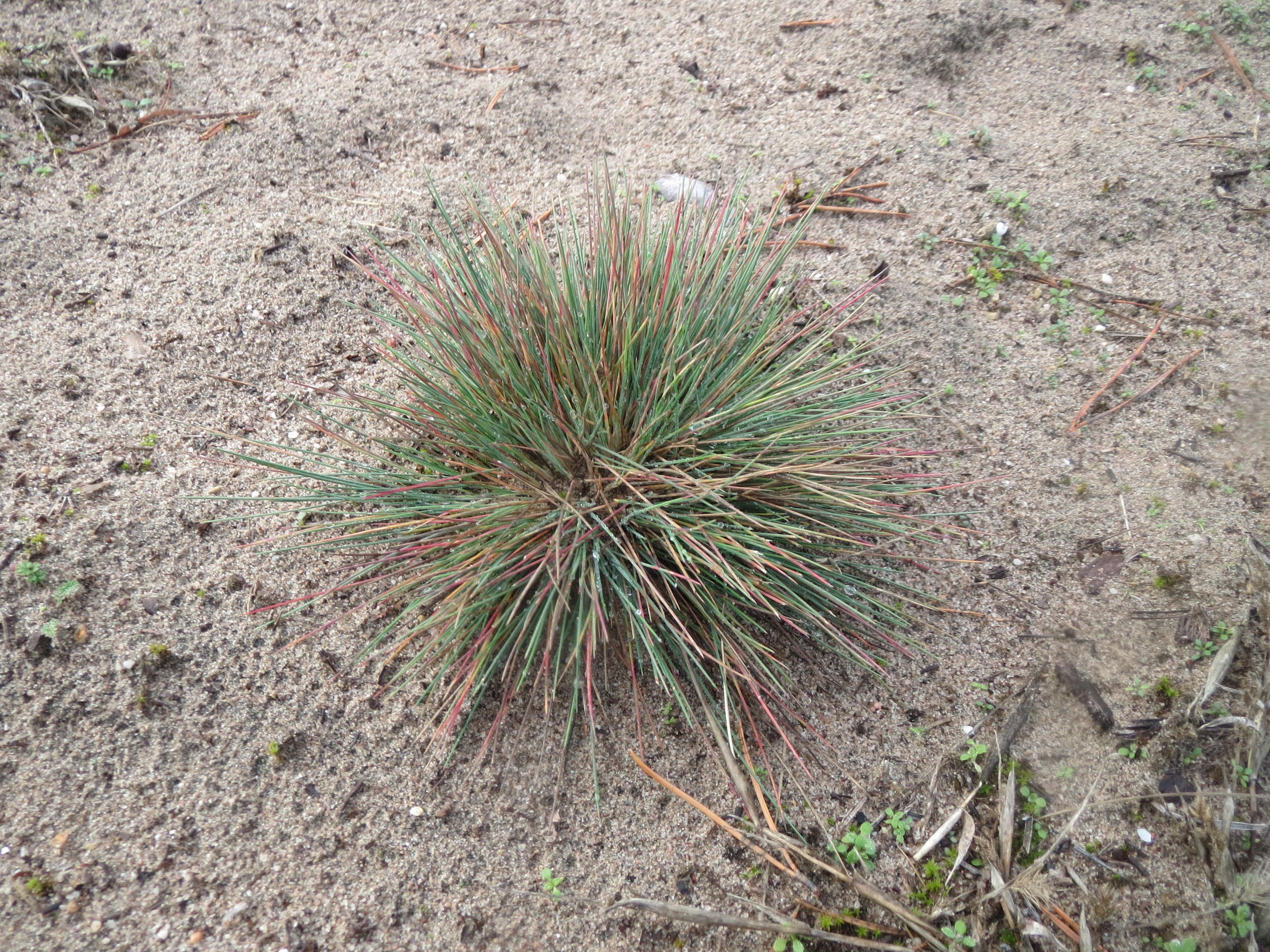
Silbergras Corynephorus canescens
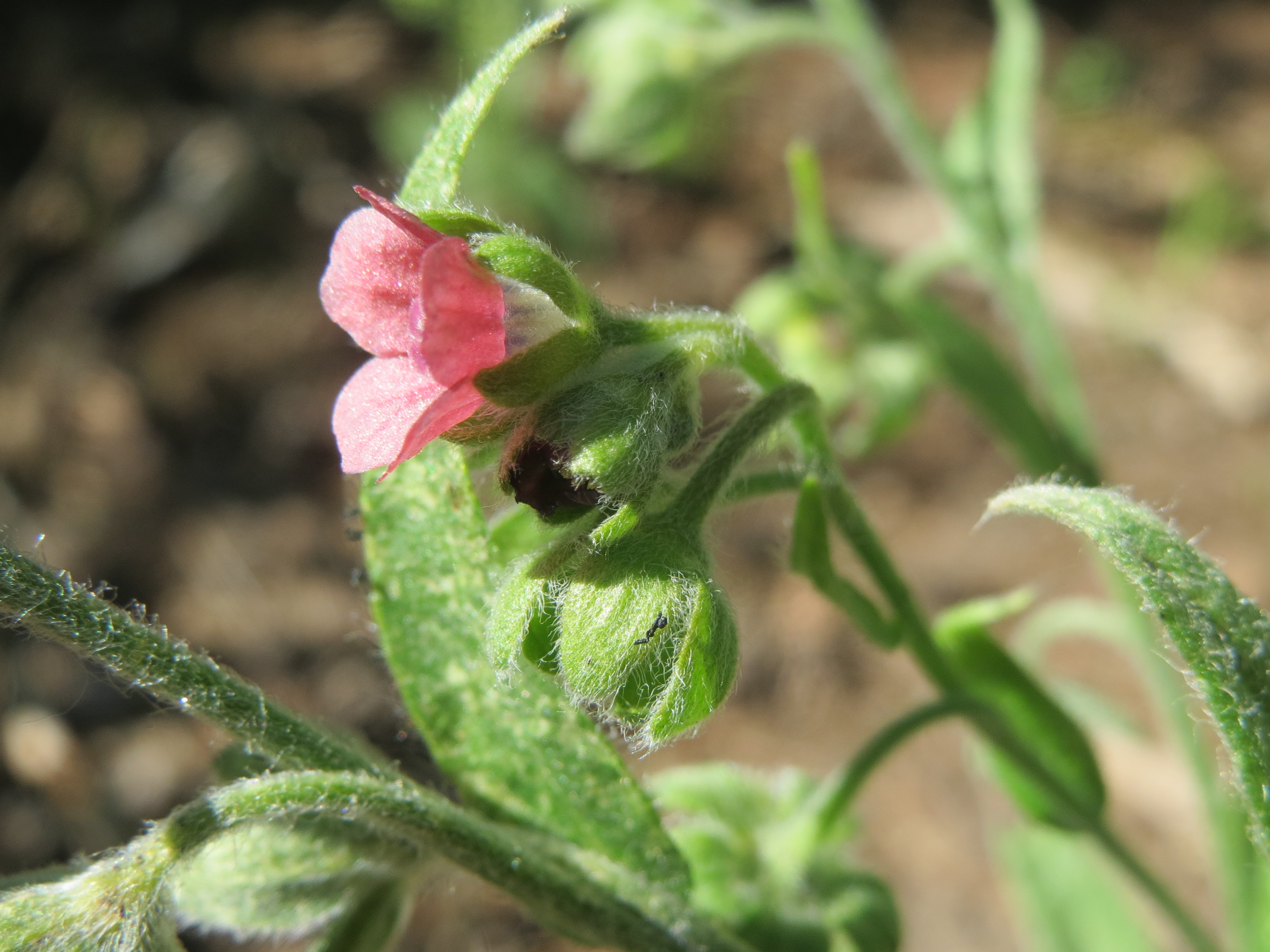
Gewöhnliche Hundszunge Cynoglossum officinale
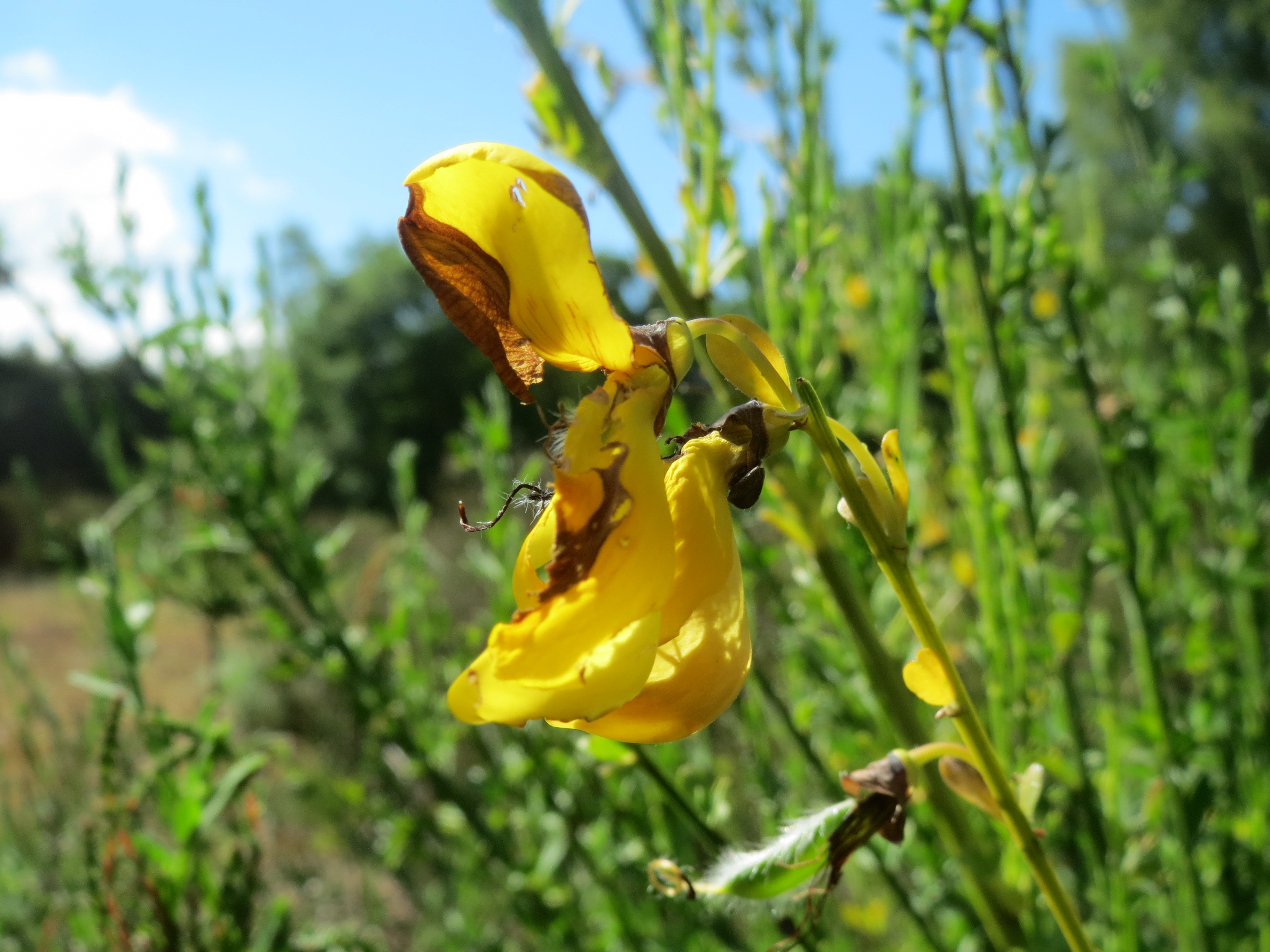
Besenginster Cytisus scoparius
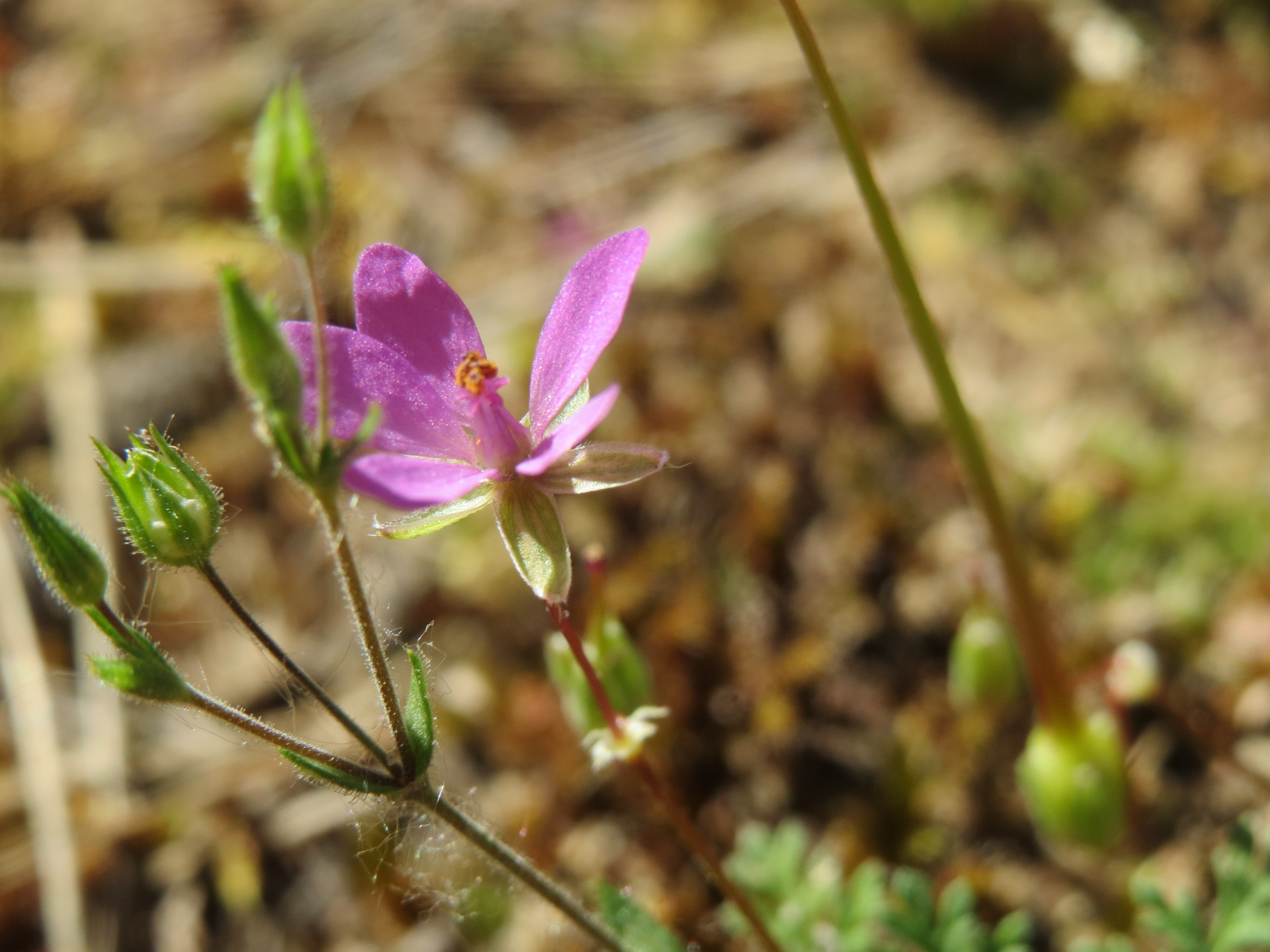
Gewöhnlicher Reiherschnabel Erodium cicutarium
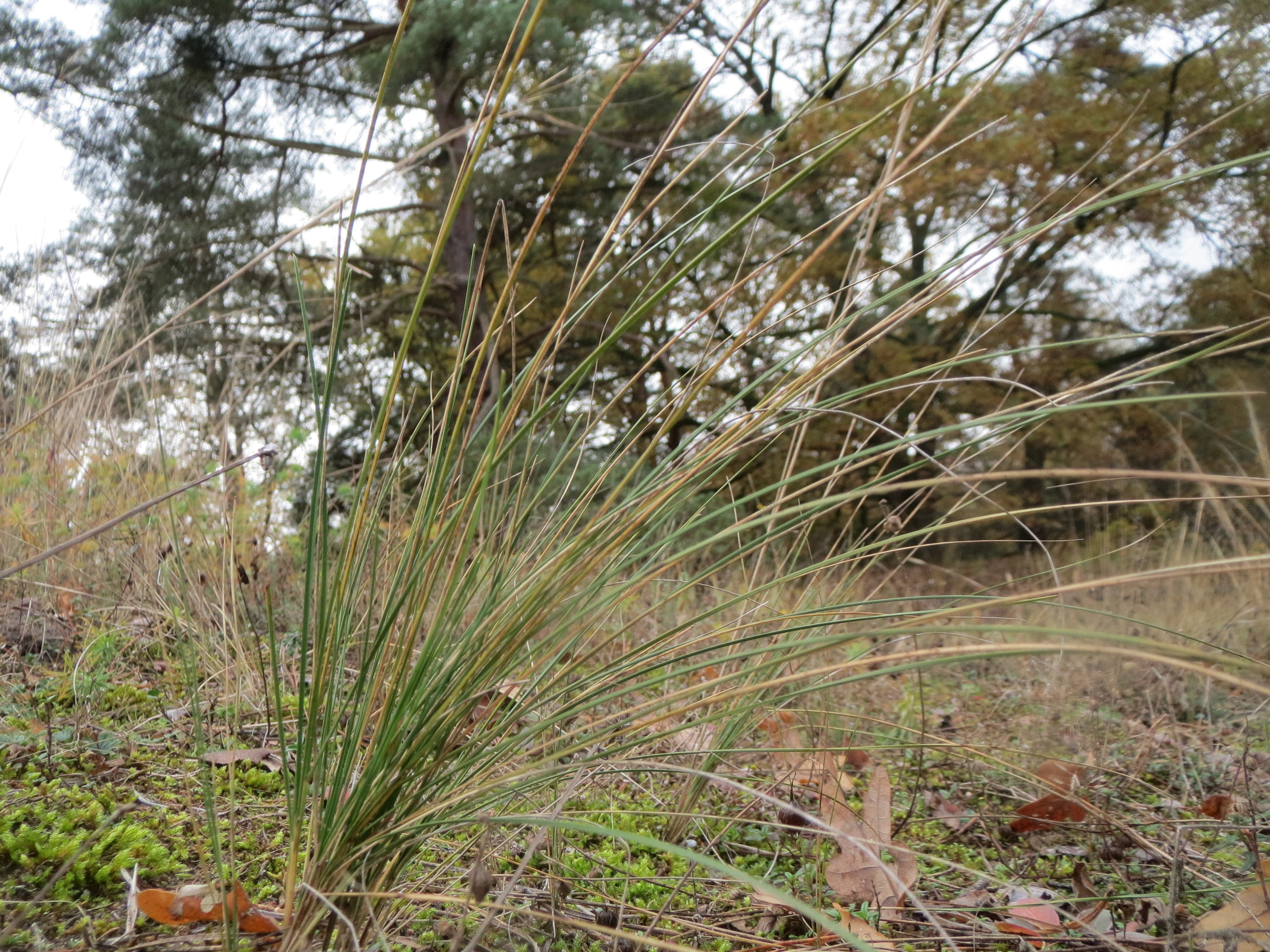
Schaf-Schwingel Festuca ovina
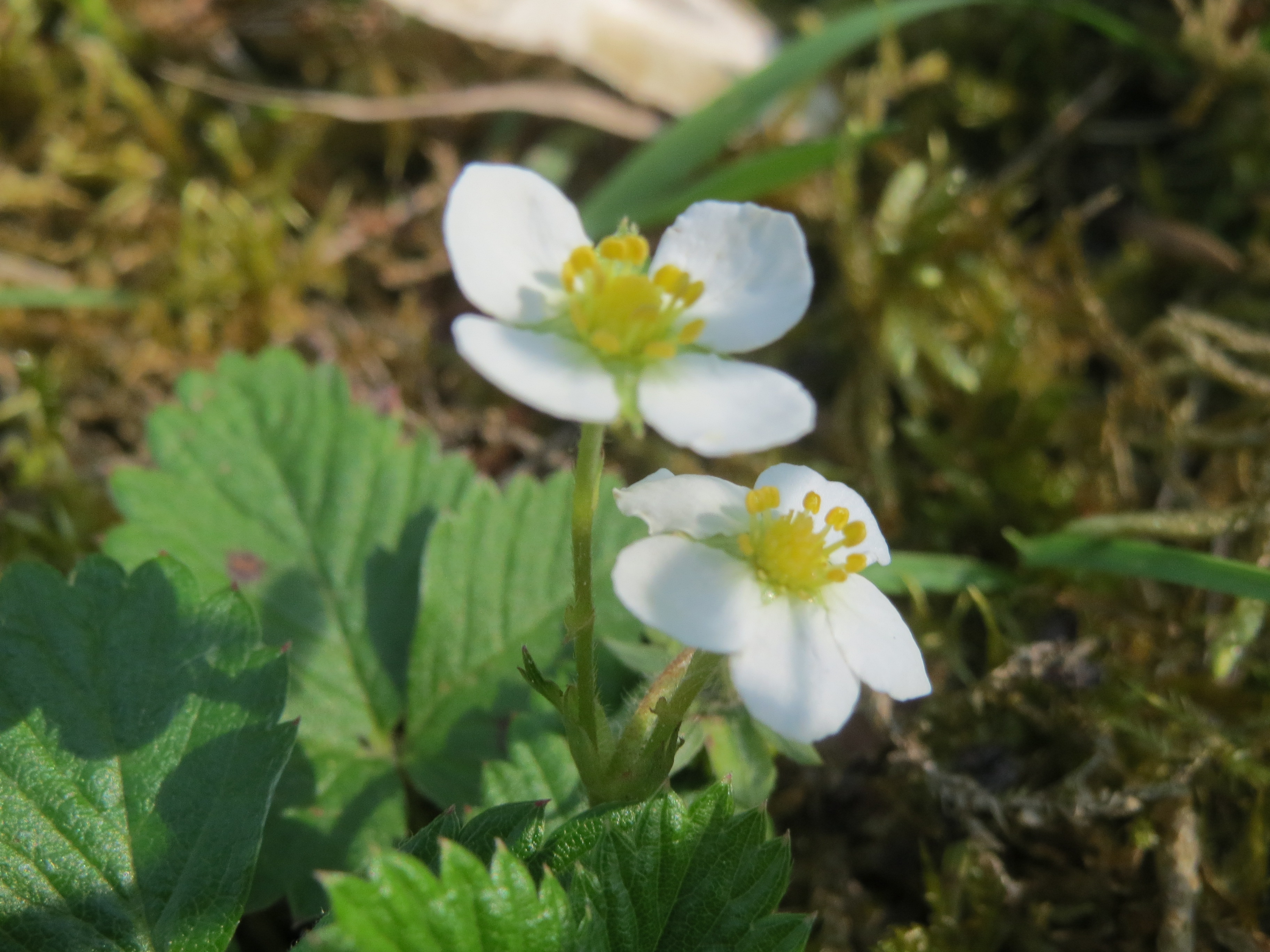
Wald-Erdbeere Fragaria vesca
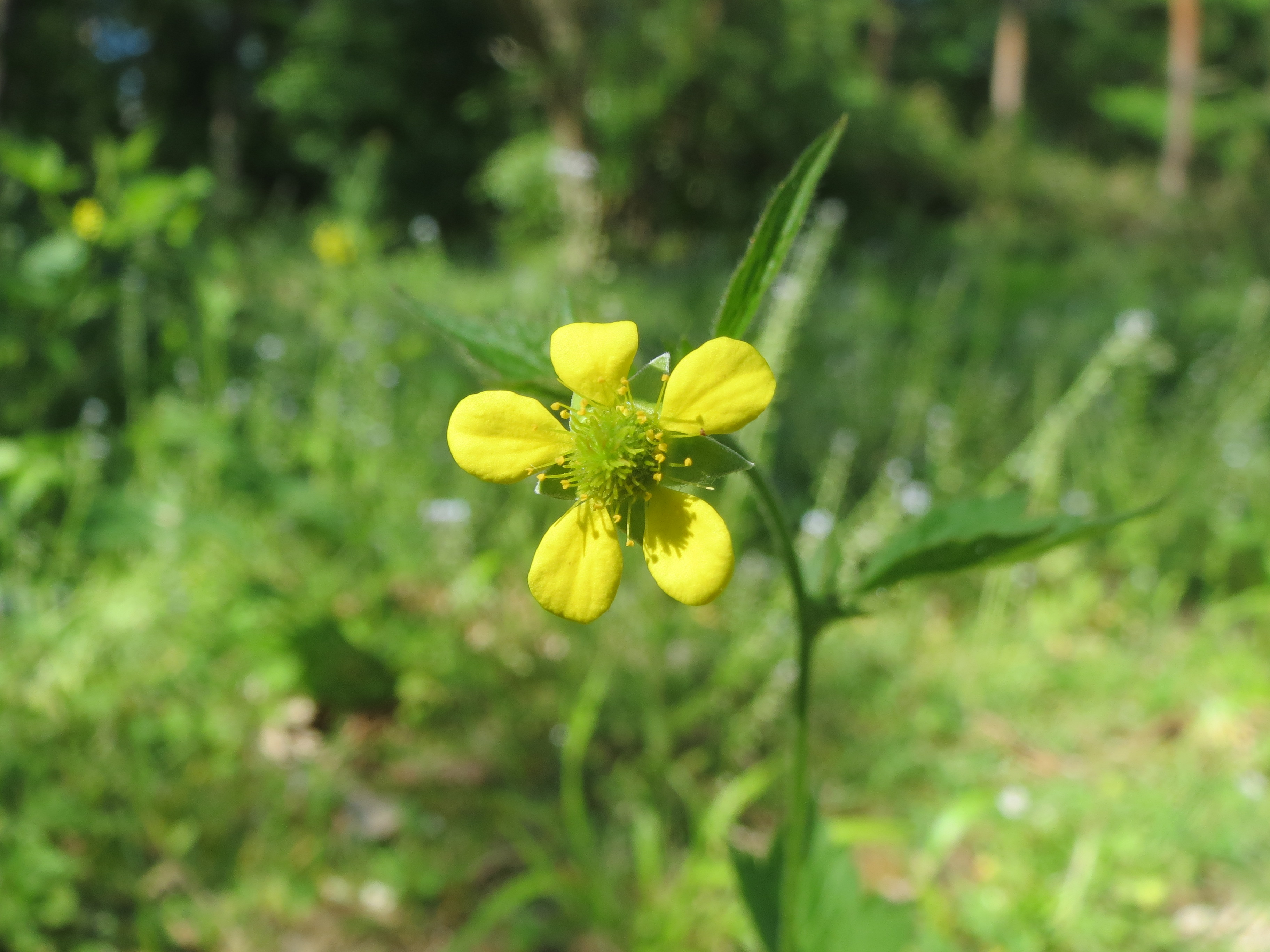
Echte Nelkenwurz Geum urbanum
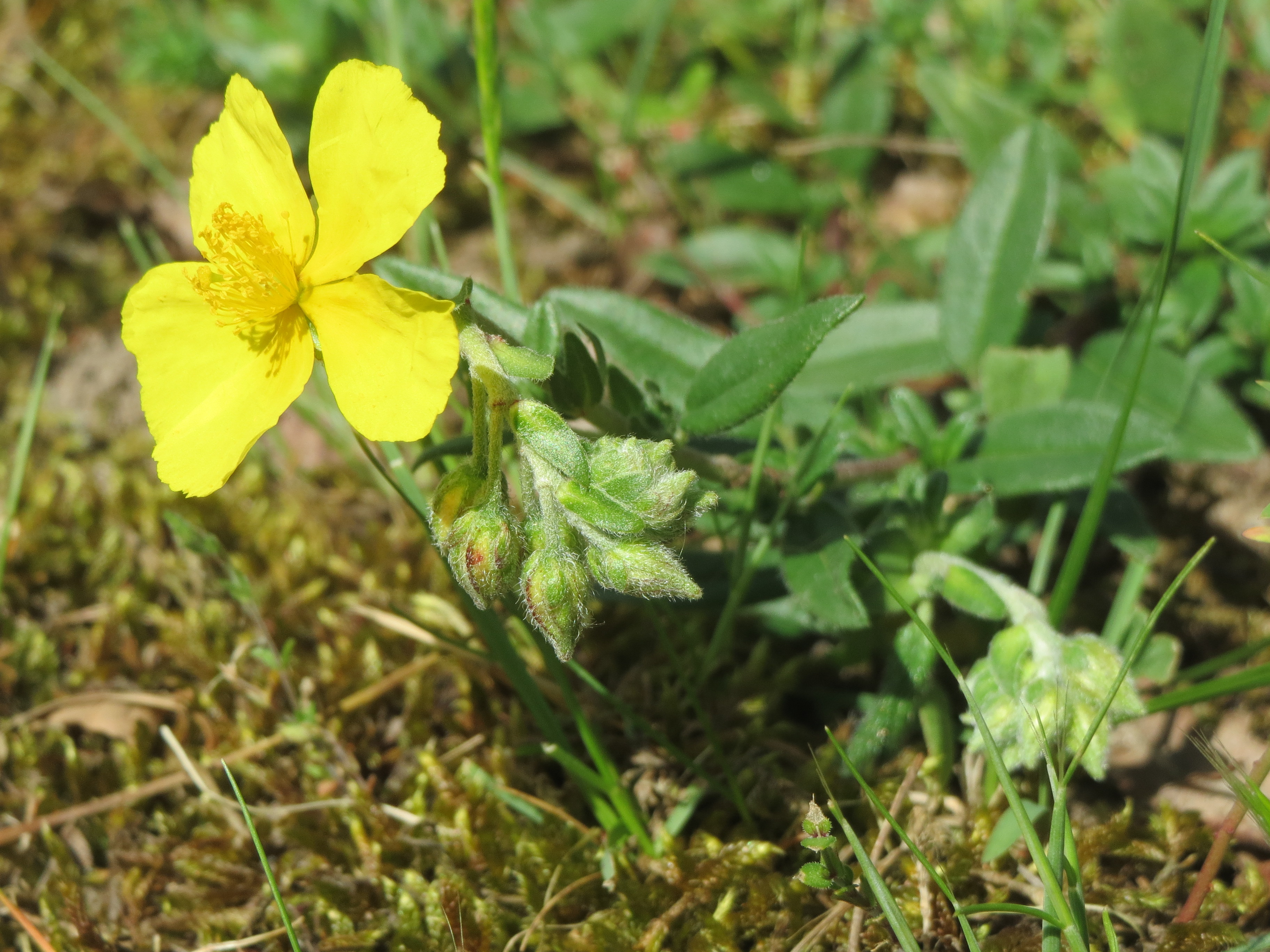
Gelbes Sonnenröschen Helianthemum nummularium
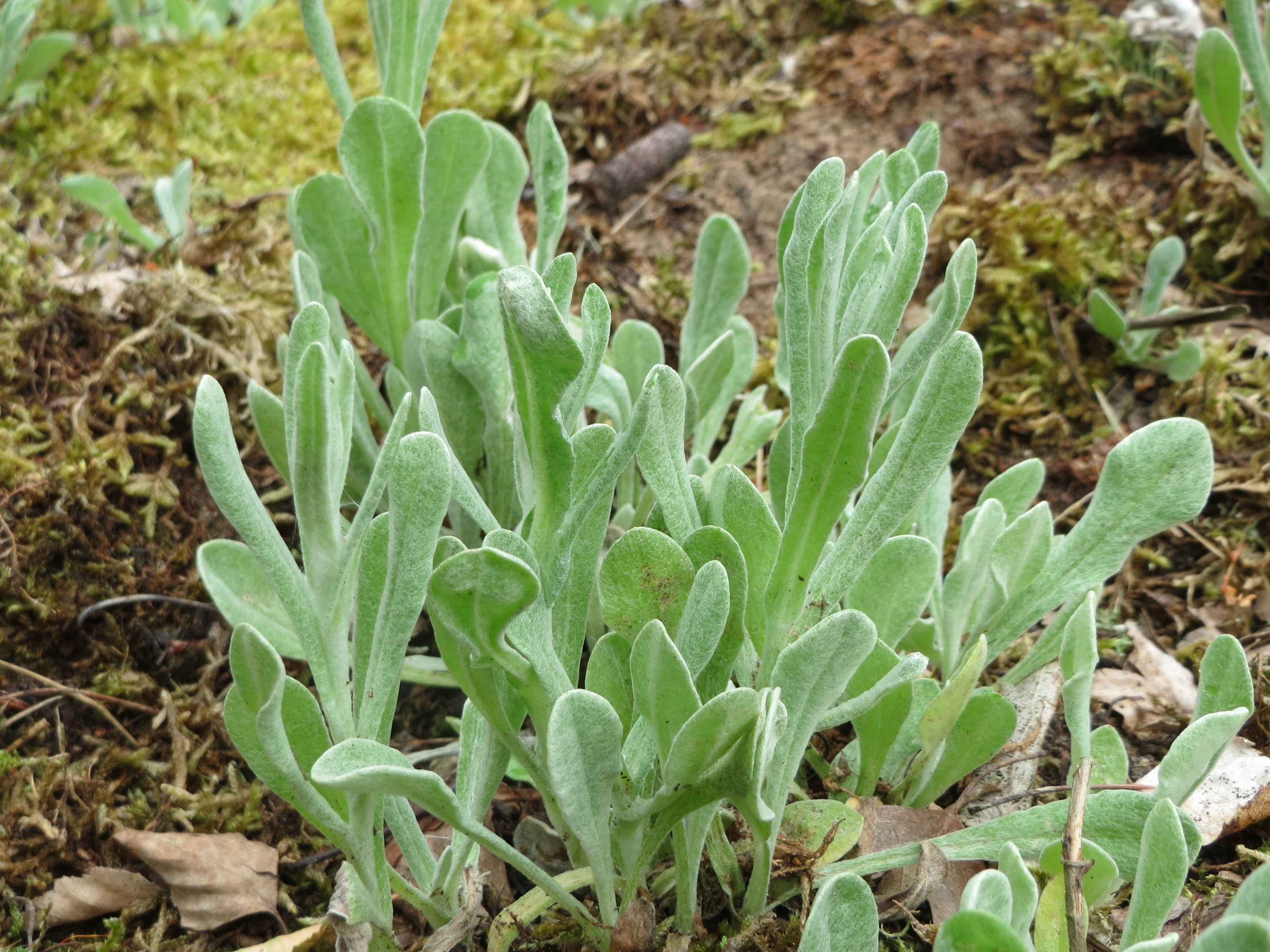
Sand-Strohblume Helichrysum arenarium
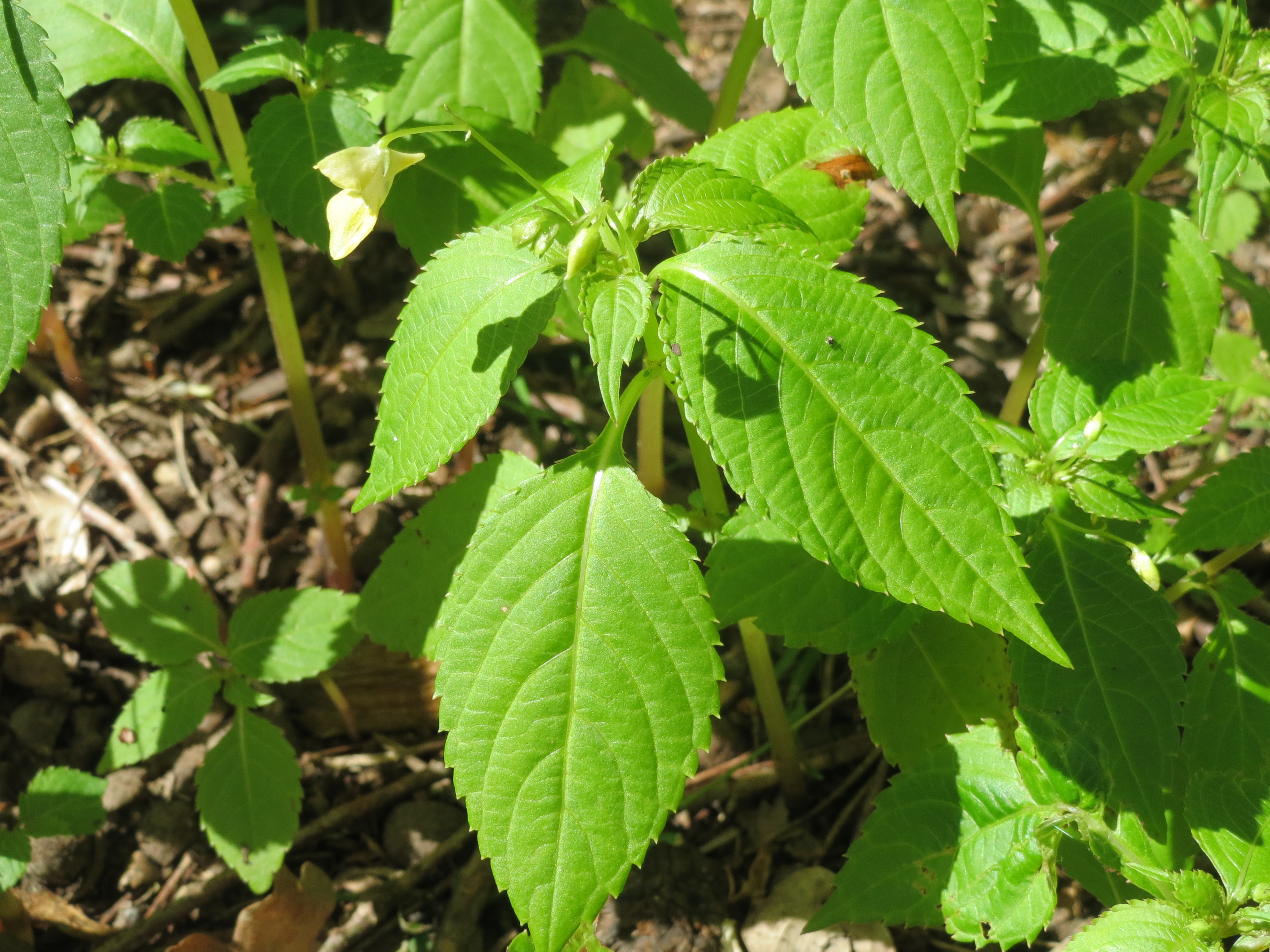
Kleines Springkraut Impatiens parviflora
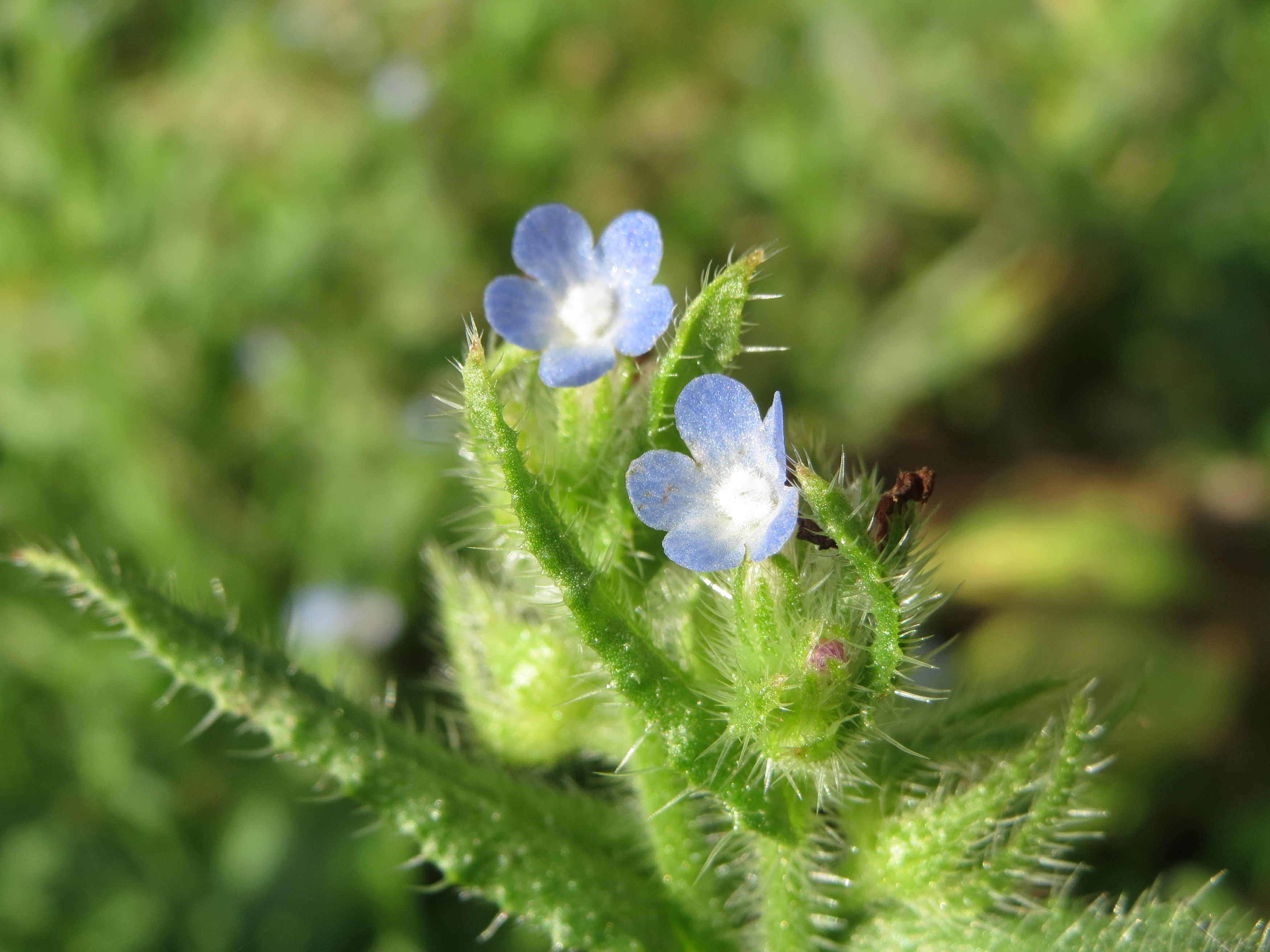
Acker-Ochsenzunge Lycopsis arvensis
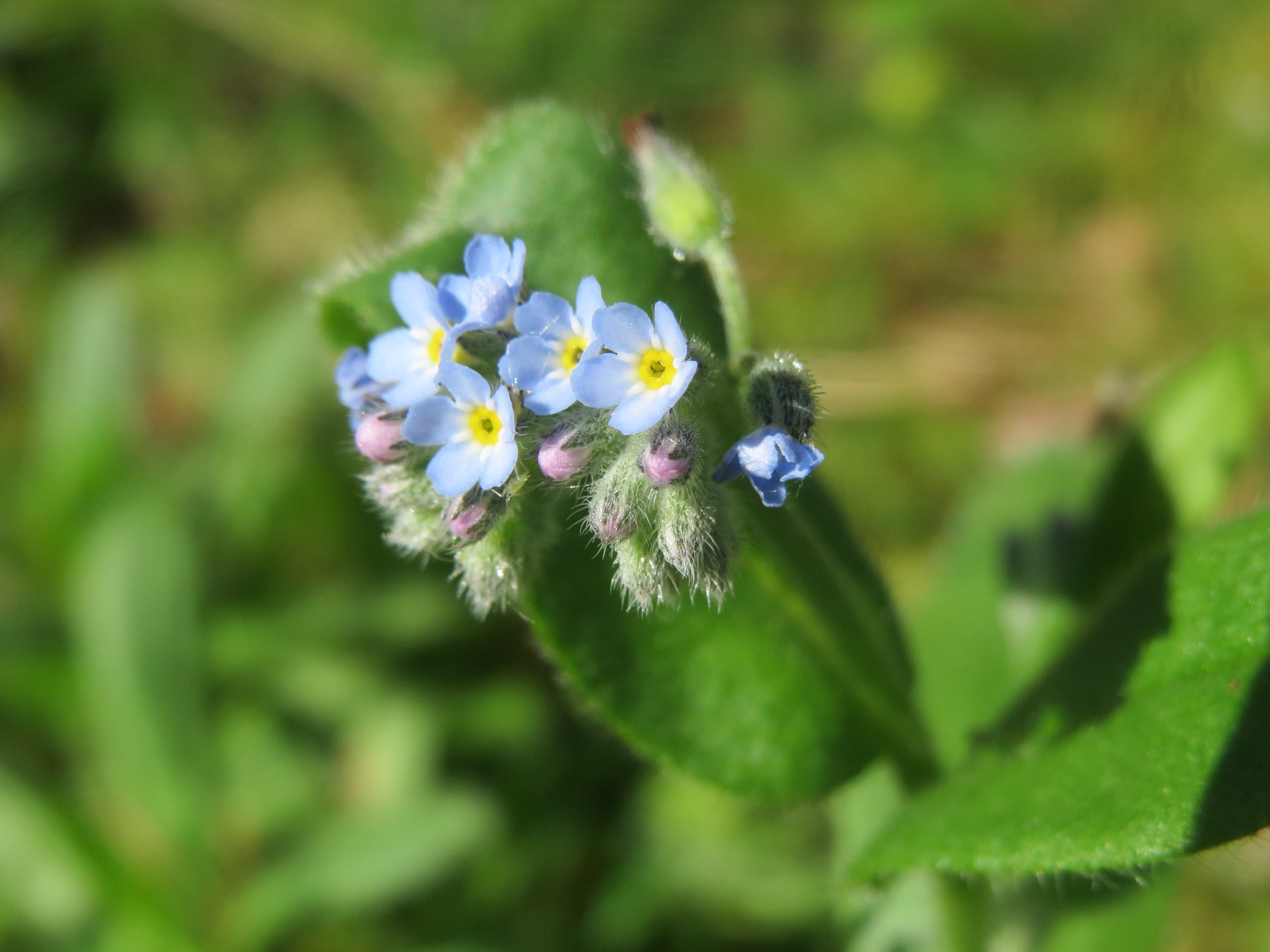
Acker-Vergissmeinnicht Myosotis arvensis
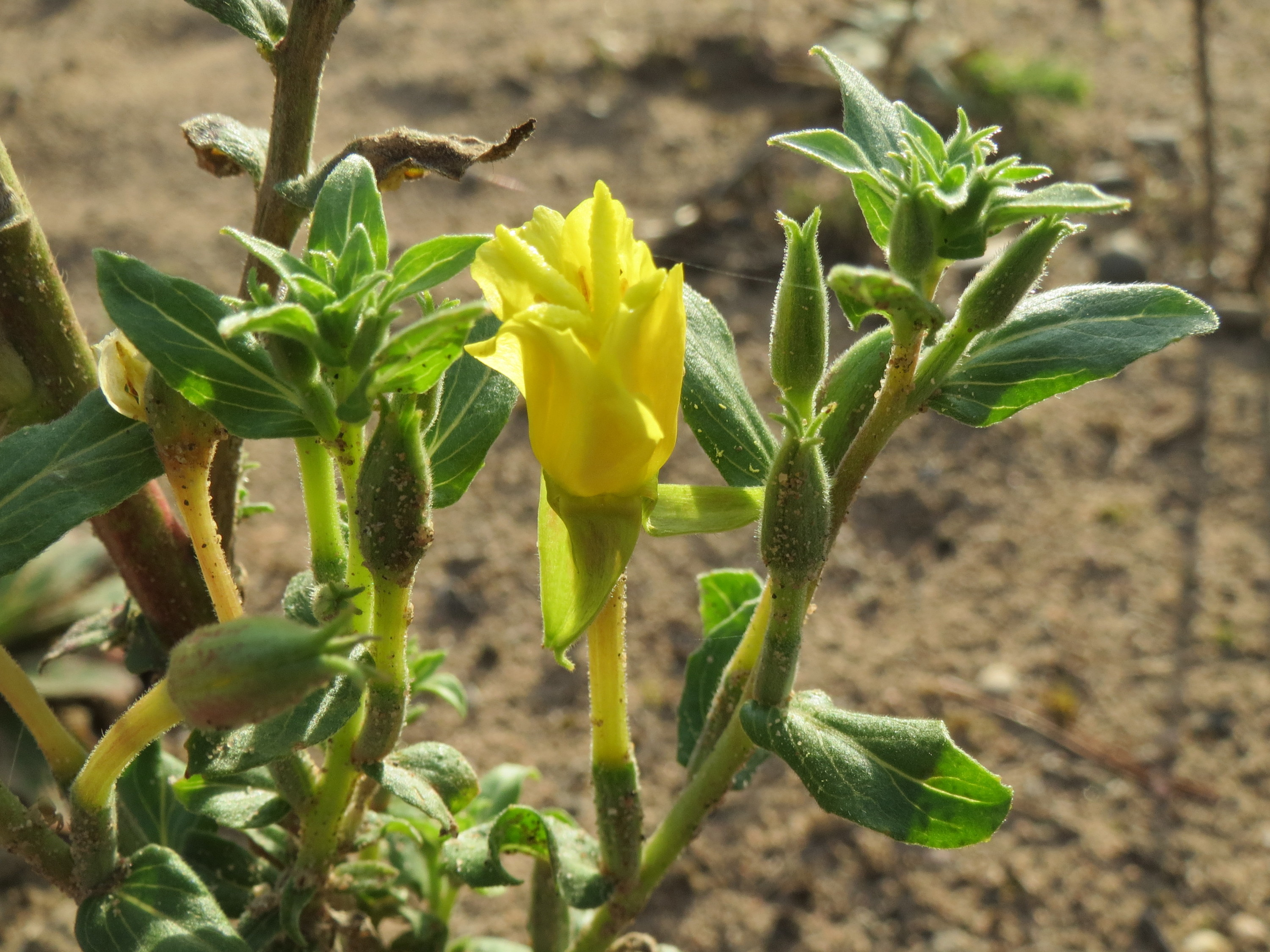
Gewöhnliche Nachtkerze Oenothera biennis
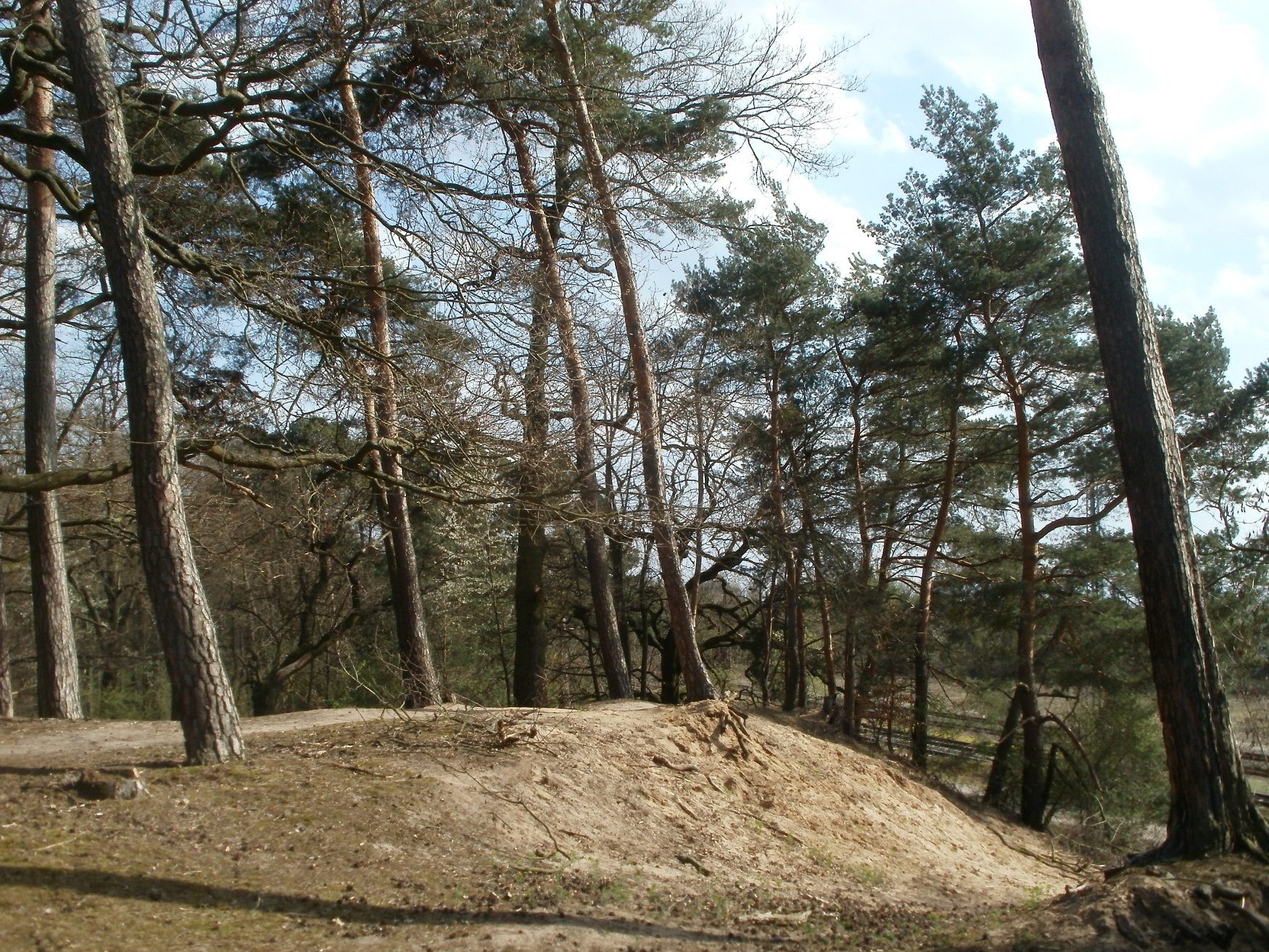
Waldkiefer Pinus sylvestris
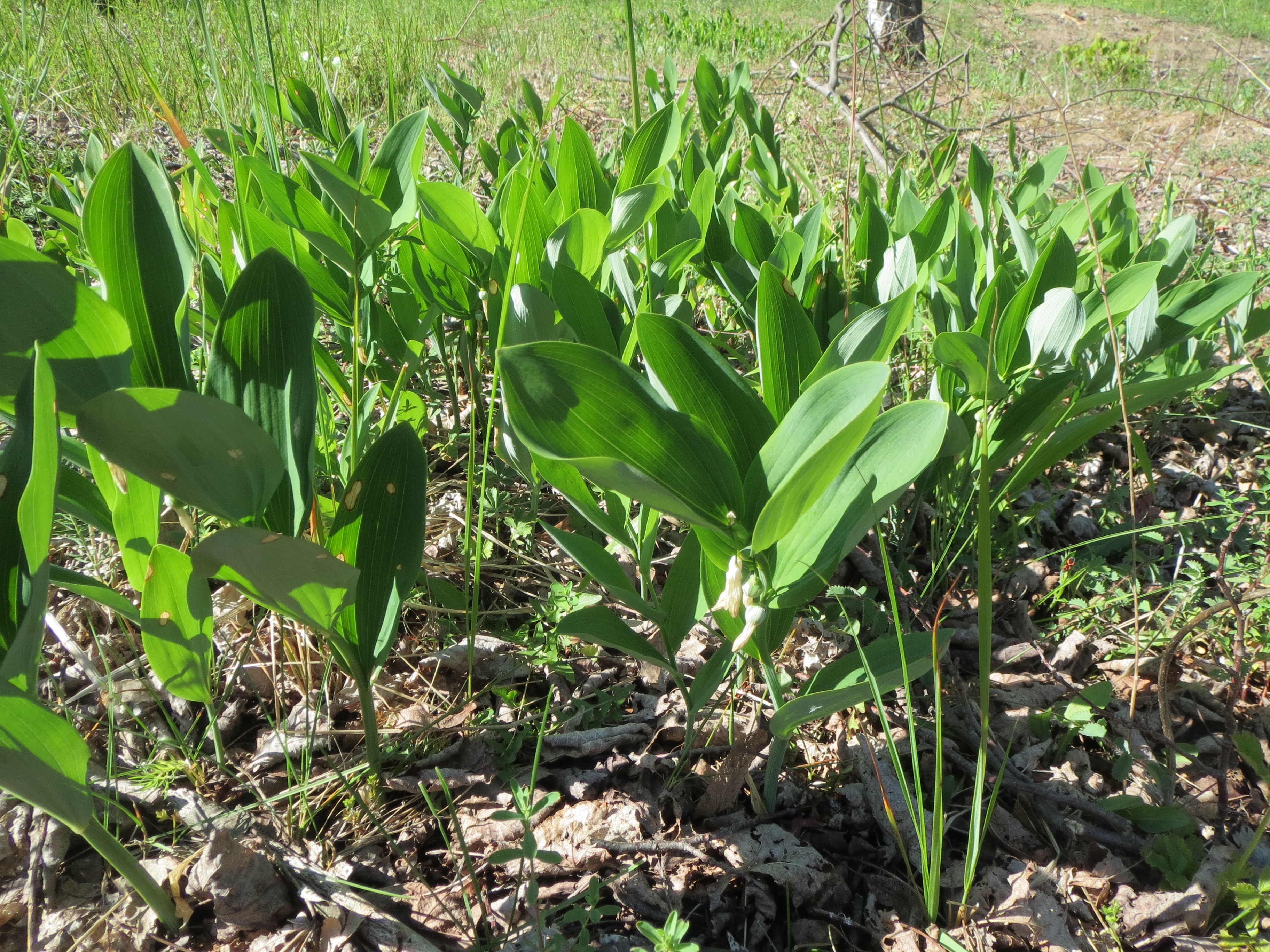
Echtes Salomonssiegel Polygonatum odoratum
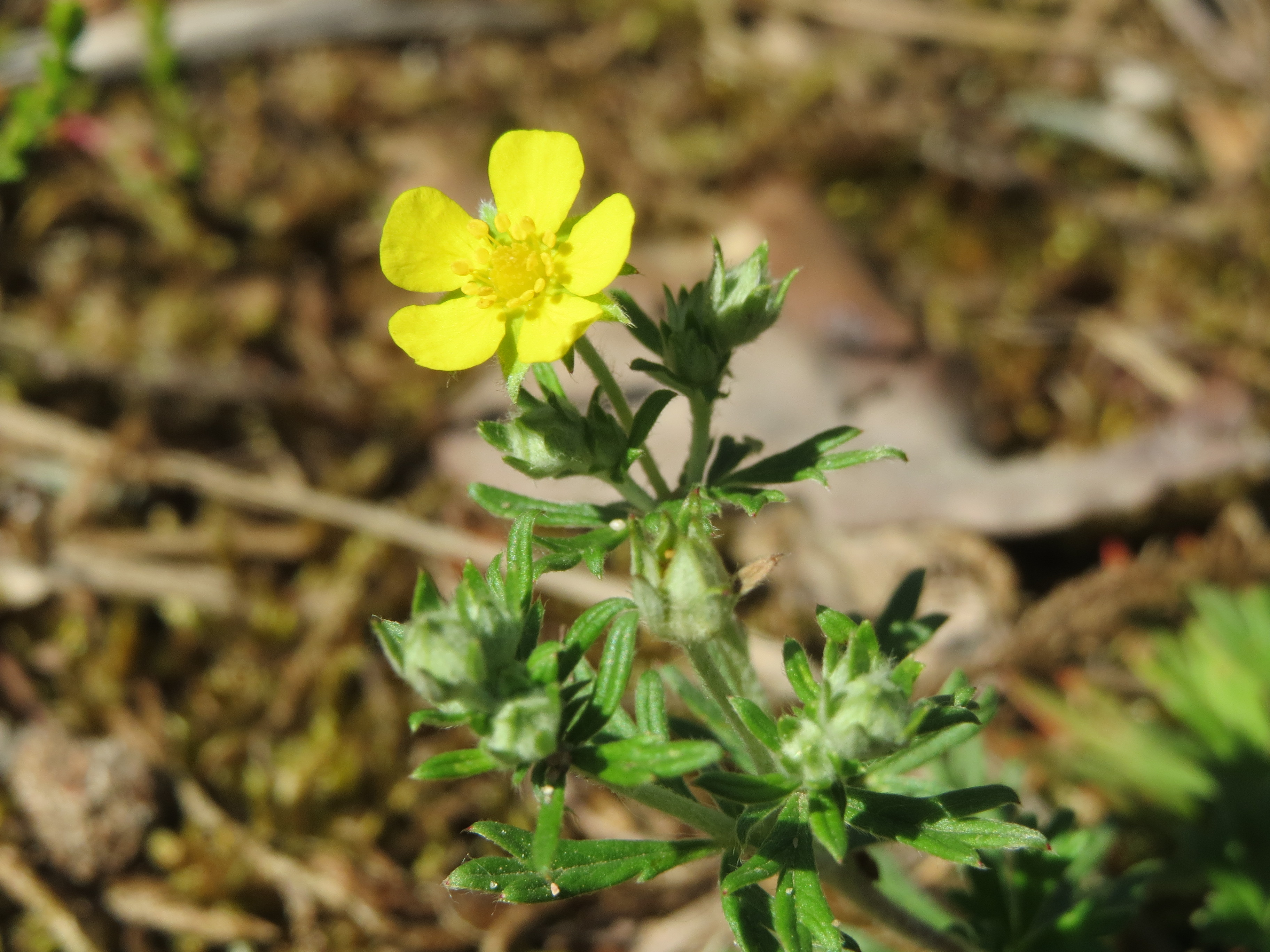
Silber-Fingerkraut Potentilla argentea
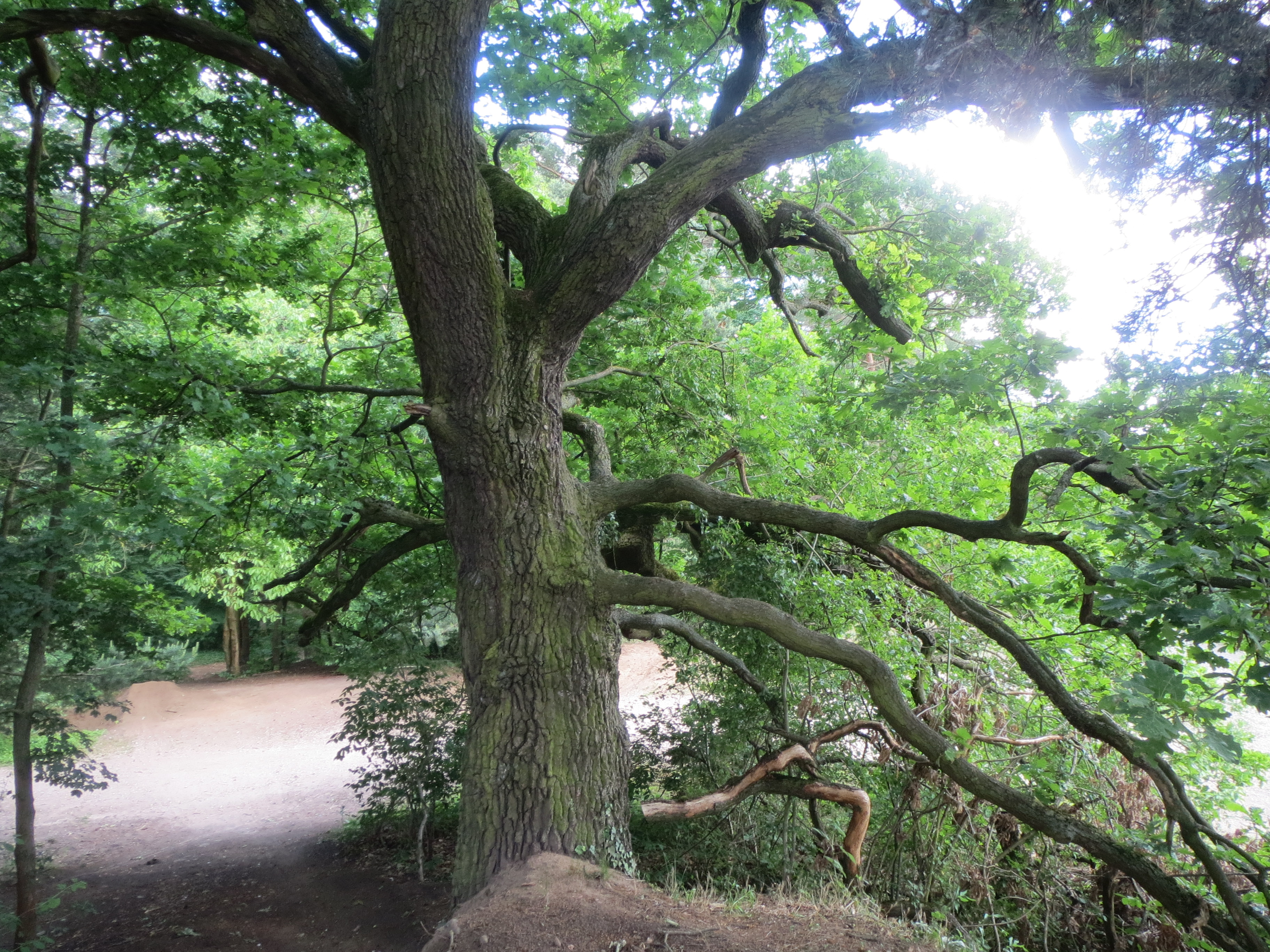
Stieleiche Quercus robur
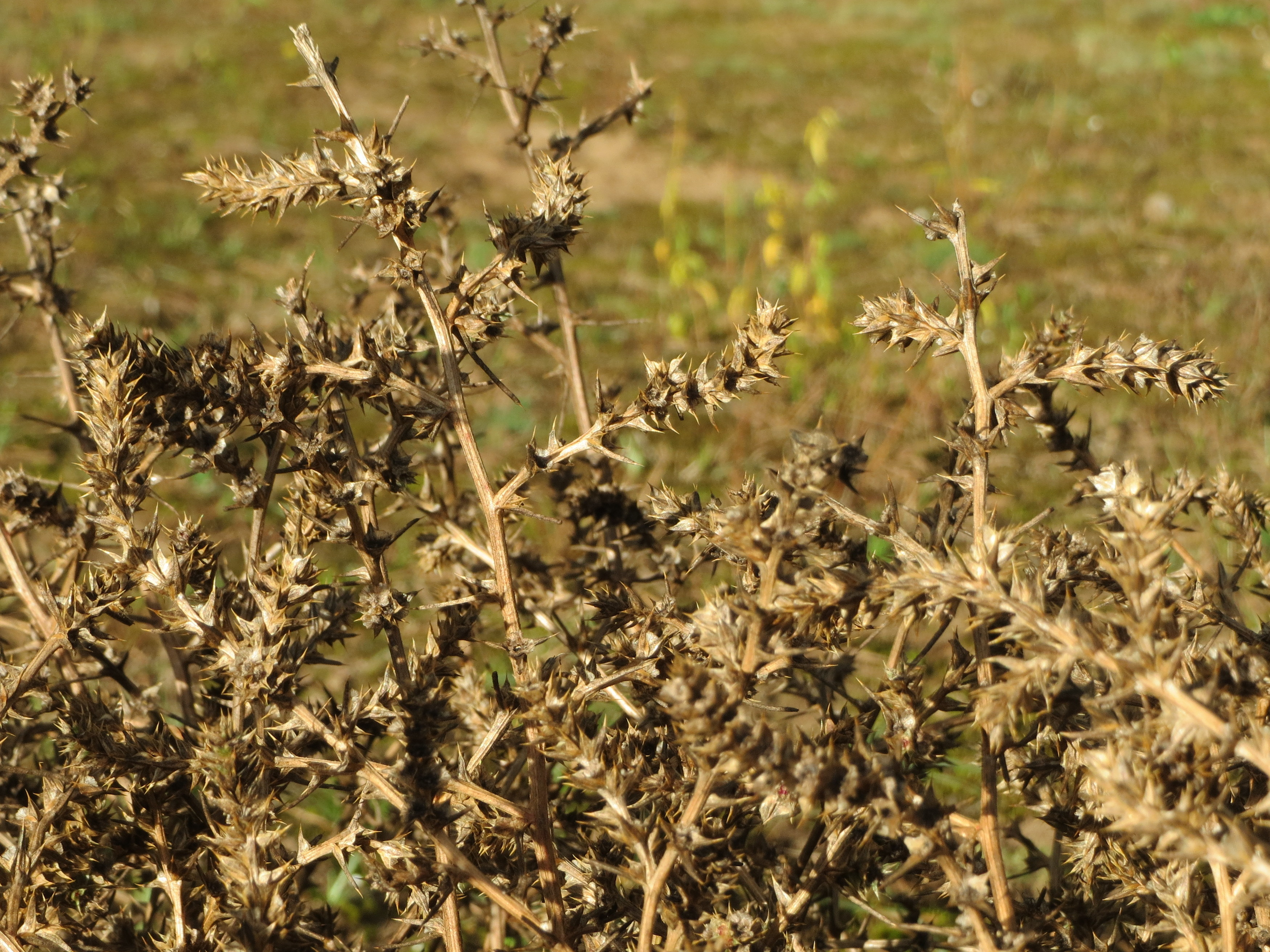
Ruthenisches Salzkraut Salsola tragus
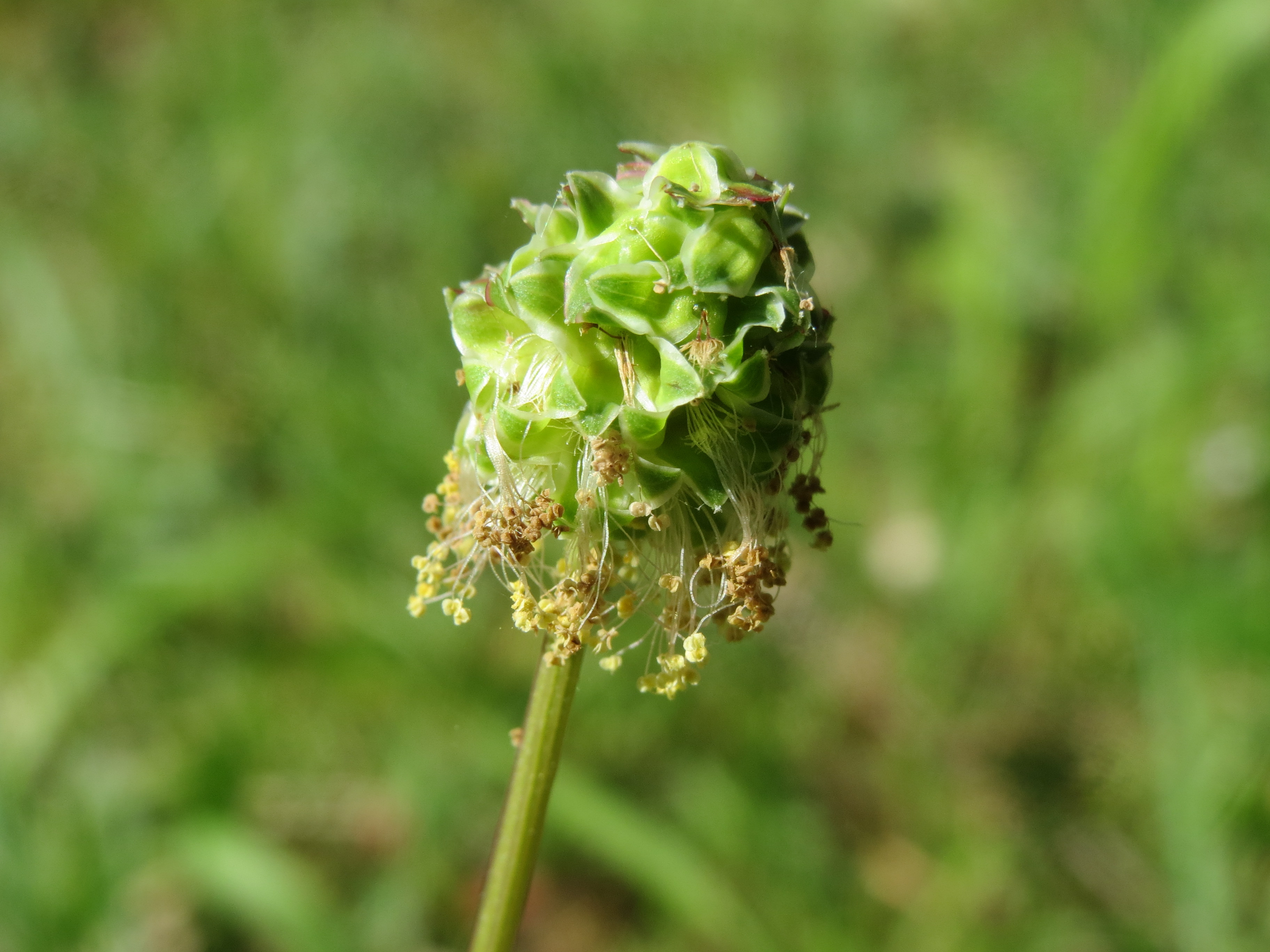
Kleiner Wiesenknopf Sanguisorba minor
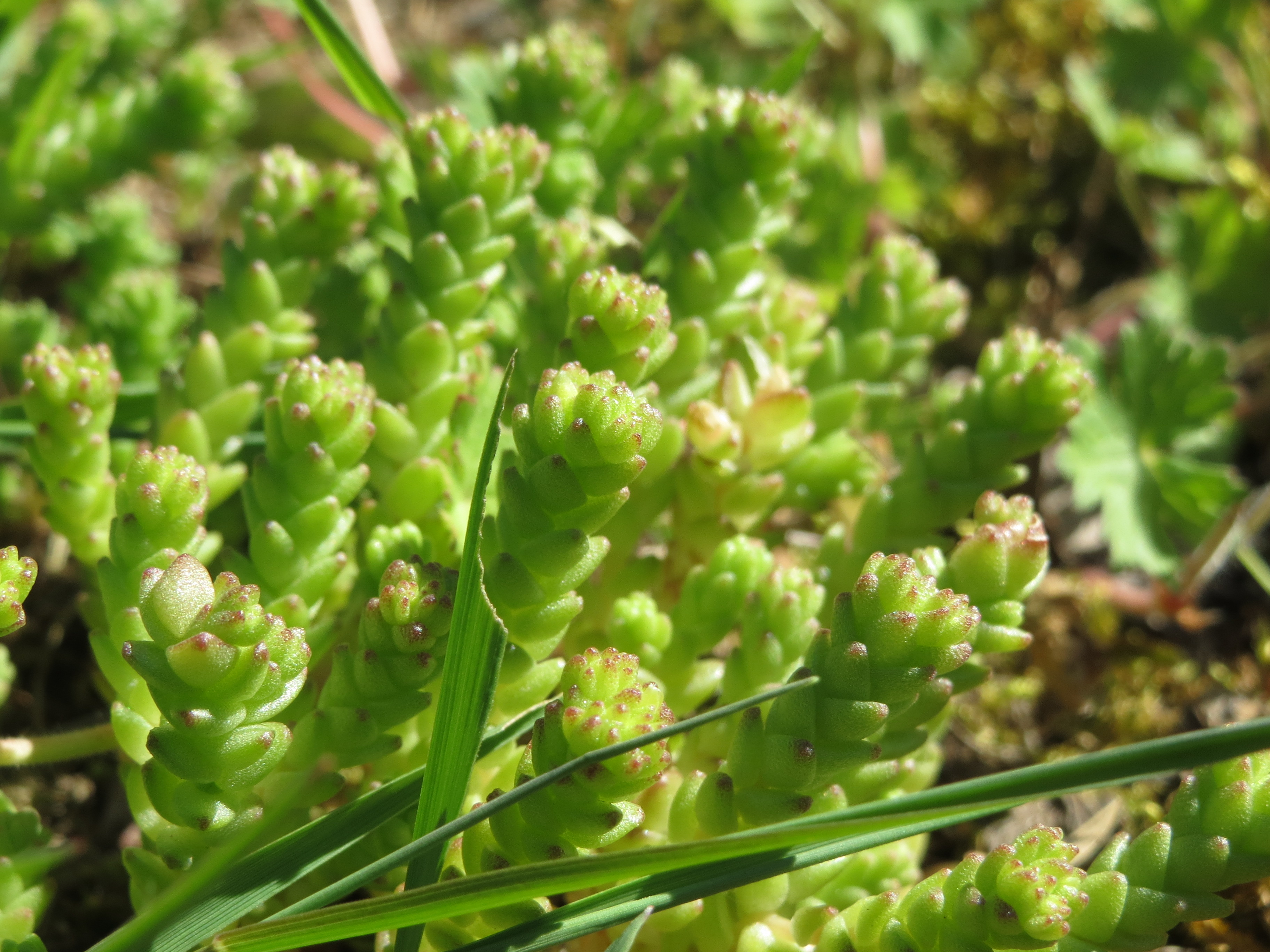
Scharfer Mauerpfeffer Sedum acre
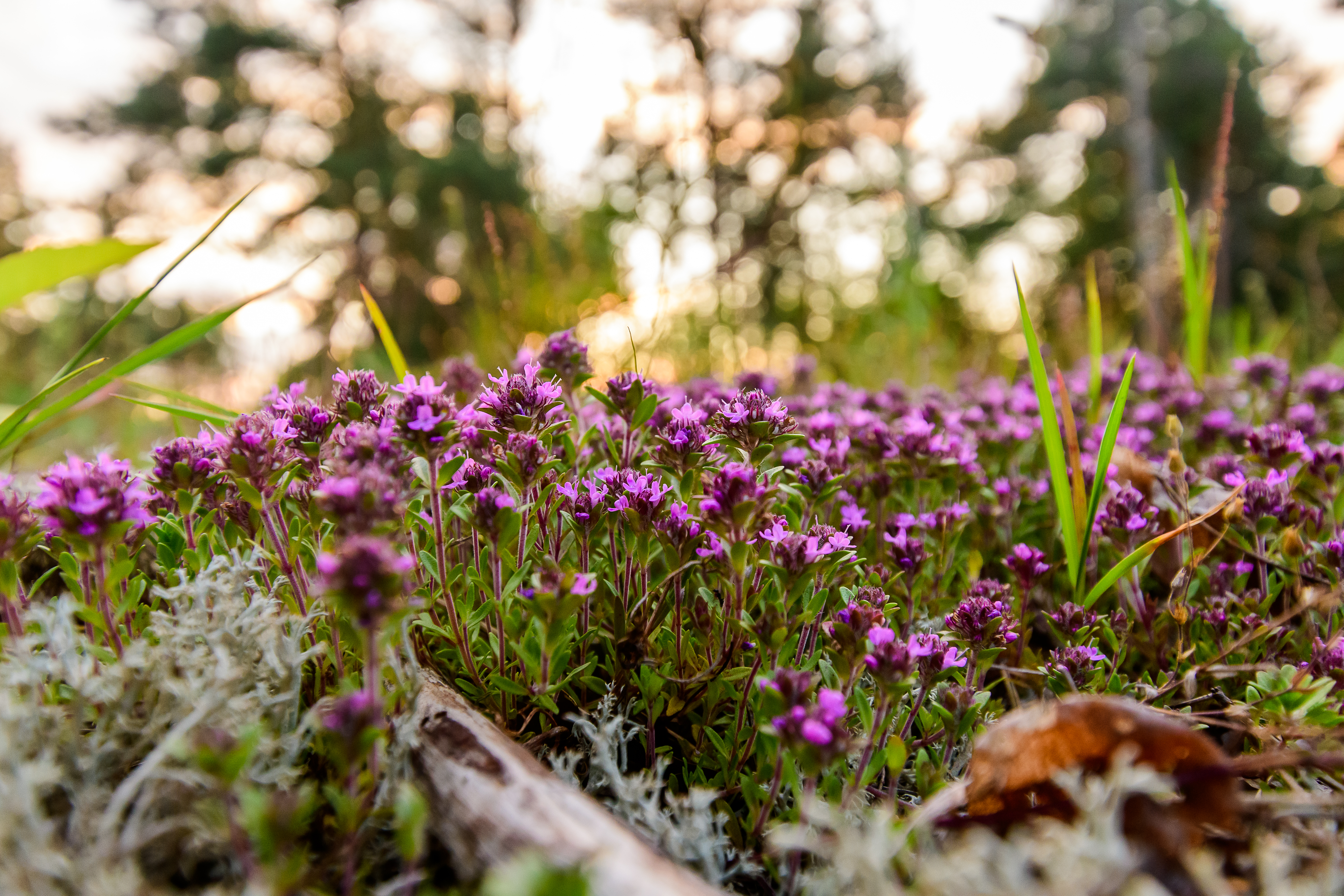
Sand-Thymian Thymus serpyllum
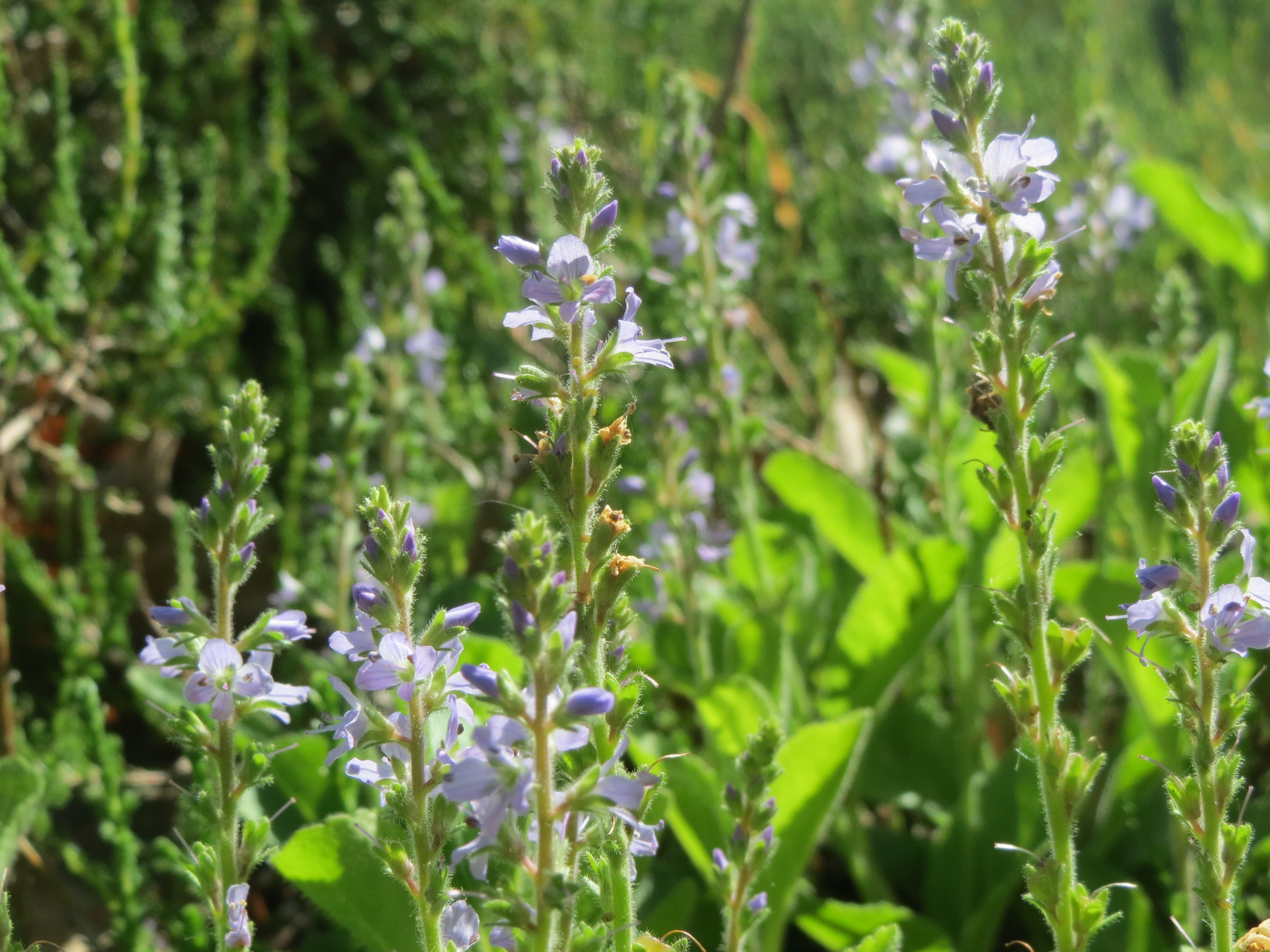
Echter Ehrenpreis Veronica officinalis
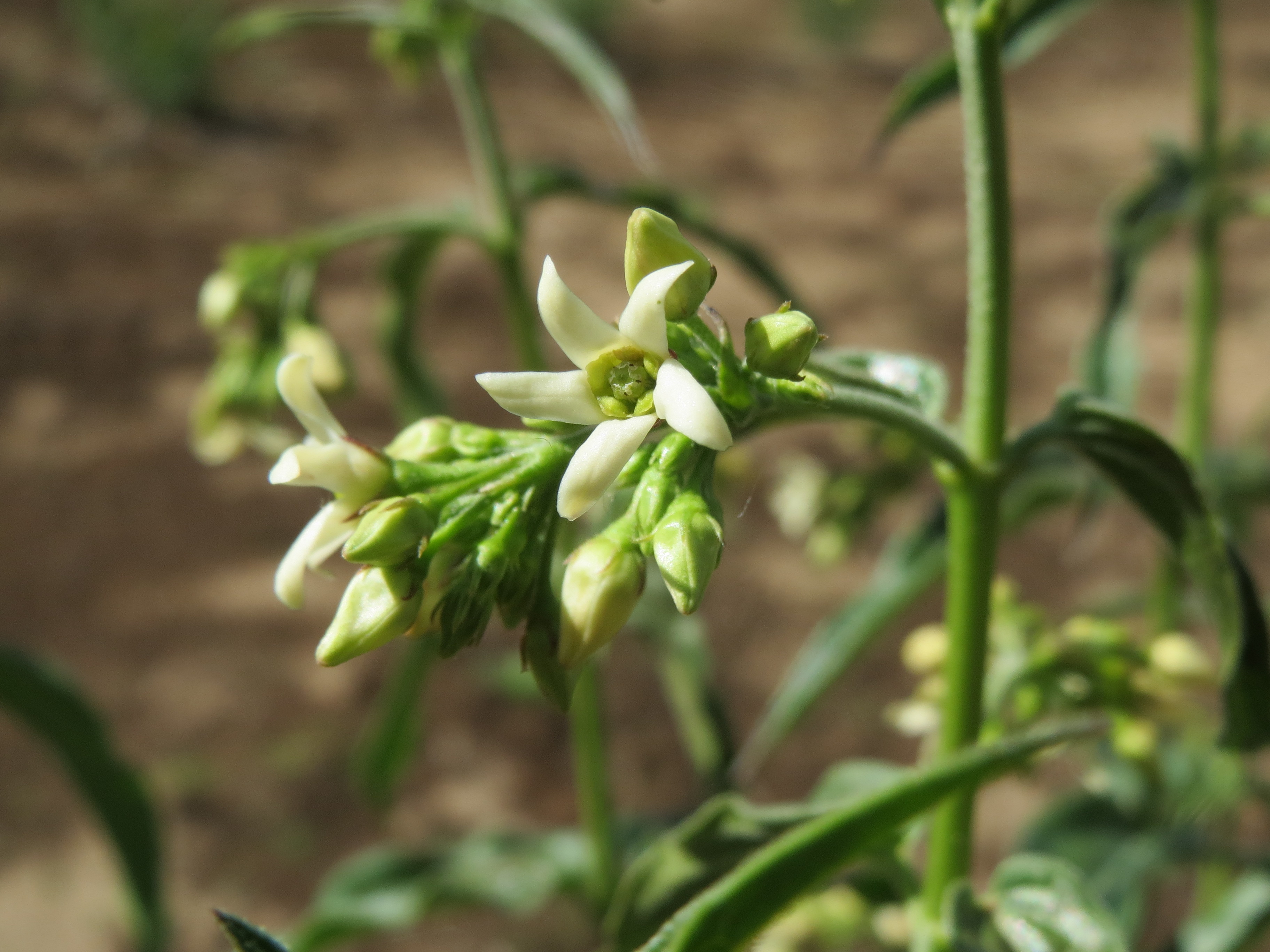
Schwalbenwurz Vincetoxicum hirundinaria

## Besondere Schutzmaßnahmen

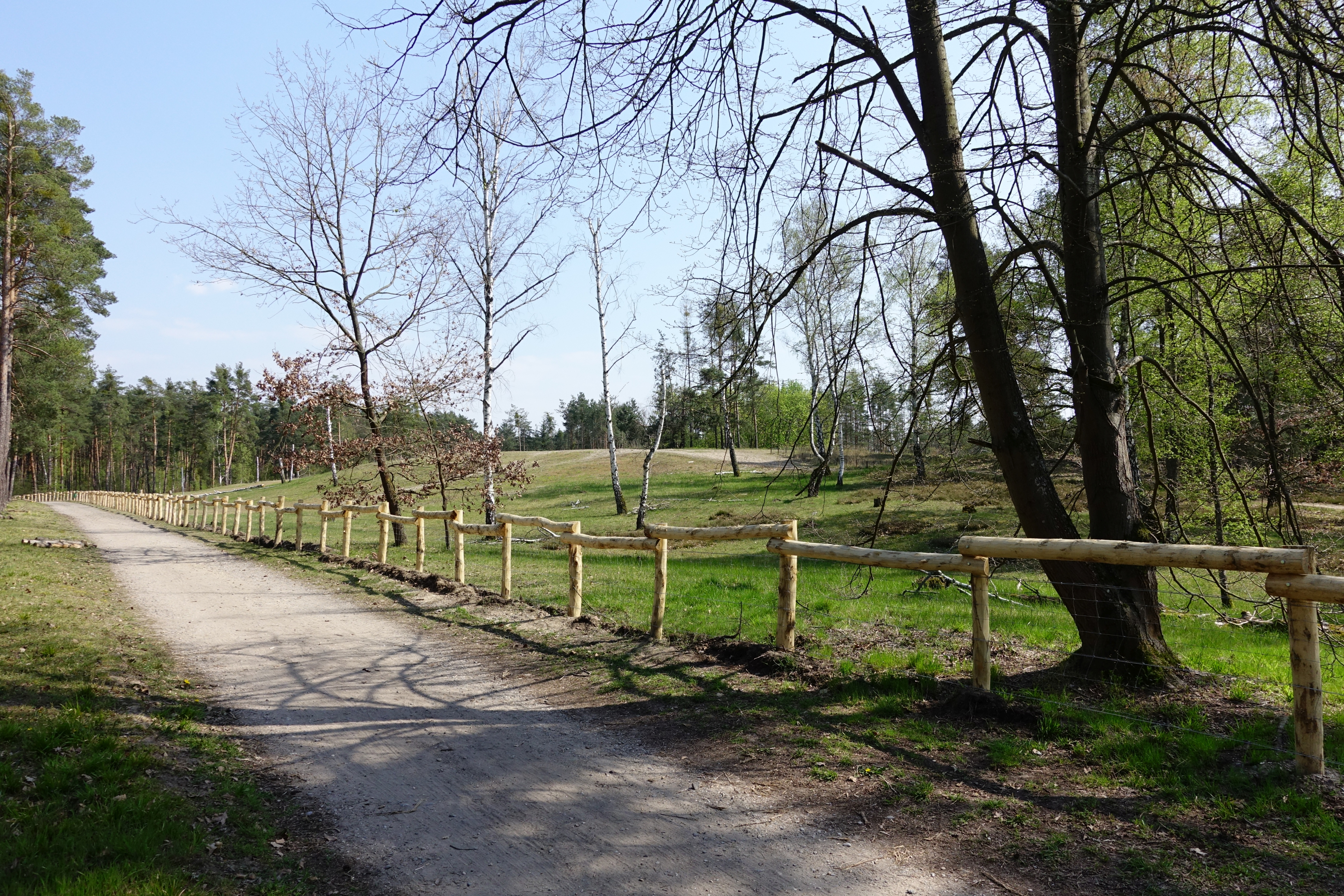
Teilweise Einzäunung

Aufgrund zunehmender Störungen durch Besucher hat das Regierungspräsidium Karlsruhe zum Schutz störungssensibler Tiere und Pflanzen Anfang 2020 eine teilweise Absperrung durch Einzäunung vorgenommen und auf einer Länge von insgesamt 1200 Metern Besucherleiteinrichtungen aufgestellt. Zudem wurden 850 Meter Sand- und Erdwege entfernt sowie Trampelpfade mit Hilfe von querliegenden Bäumen gesperrt – das entspricht etwa zwei Drittel der bisherigen Wege.